# 東京空港交通
東京空港交通株式会社（とうきょうくうこうこうつう、英: Airport Transport Service Co.,Ltd.）は、東京都中央区日本橋箱崎町に本社を置くバス会社。日本空港ビルデングおよび京成電鉄の持分法適用会社。
東京国際空港（羽田空港）・成田国際空港（成田空港）発着の高速リムジンバスを運行する。空港発着バスのほか、羽田空港及び成田空港内で旅客ターミナルビルから離れて駐機する航空機と旅客ターミナル（搭乗口）とを結ぶランプバスによる航空旅客輸送も行ない、貸切バス事業も営む。
愛称は「Airport Limousine（）」。「エアポート・リムジン」の名称は、東京空港交通の登録商標である（商標登録番号第3061014号）。社是「Friendly」はバス車両の側面にも大きく書かれていたが、2019年からの導入車両より「Friendly for all」と新たなロゴへと変更されている。
本社所在地は首都高速箱崎ジャンクション、東京シティエアターミナル（T-CAT）に近接する。日本空港ビルデング、鉄道会社（京成電鉄・京浜急行電鉄）、羽田空港旅客ターミナルビル運営会社、成田空港管理会社などが出資する（後述）。
なお、2024年11月1日付で京成電鉄バスホールディングスが設立され、2025年4月1日より京成グループのバス事業会社が再編されたが、当社における変更はない。

## 沿革
サンフランシスコ平和条約が発効された1952年、接収されていた羽田飛行場が返還され、東京国際空港として民間飛行場となった。戦後の日本は疲弊から立ち直ったばかりであり、新しい空港ターミナルビルを建設する余裕はなかったが、さまざまな人が努力や折衝を重ねた結果、1953年7月16日に日本空港ビルデング株式会社が設立され、空港ターミナルビルの建設が進められた。
このような中、運輸省（当時）から日本空港ビルデングにリムジンサービスの開設の要請が行われた。しかし当時は空港に発着する国際線も国内線も少なく、空港内に権益を持っていた京浜観光開発（現：京急交通）、太洋興業、メトロ交通（現：メトロ自動車）の3社は、採算が取れないとしてこの事業には乗り気ではなかった。
そこで、日本空港ビルデング自体が実験的に運行を行うこととなった。前述の3社と航空当局に協力を求め、1954年6月1日から営業を開始した。実験的に航空旅客の陸上輸送を行うこととなった日本空港ビルデングであったが、できる限り早く専門の会社を設立し運行を行わせるという考え方で進んでいった。その方針の下で同1954年12月16日、東京都千代田区丸ノ内一丁目2番地に日本空港リムジン交通株式会社が設立された。リムジンバスという前例がないこともあり、この発足までにはさまざまなことで運輸省と折衝することとなった。
当初の株主構成は以下のとおりである。
1. 日本空港ビルデング
2. 京浜急行電鉄
3. 京浜観光開発
4. 太洋興業
5. 中鉄バス

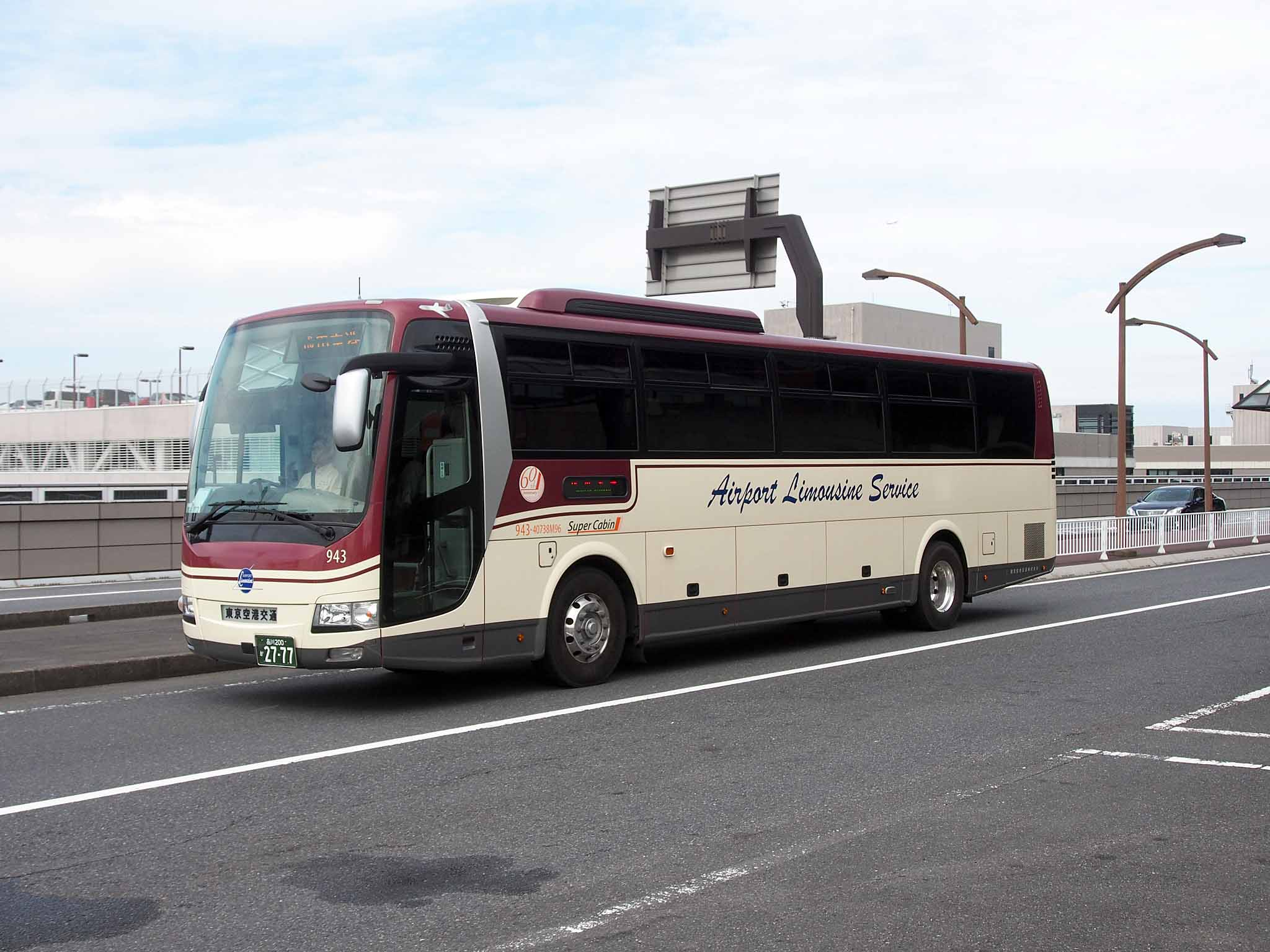
創立60周年を記念して復刻された1960年代のカラーリング
三菱ふそう・エアロエース
（QRG-MS96VP）

初期に運行された路線は、東京国際空港 - ホテルテート（現 パレスホテル東京）、東京国際空港 - 銀座日航ホテル（現 ホテルザセレスティン銀座）、東京国際空港 - ホテル・ニューグランド、東京国際空港 - 松平ホテル（新宿区南元町、1960年閉鎖）、エールフランス航空・スカンジナビア航空・KLMオランダ航空クルー宿舎の計4路線であった。車両は、フォード・カントリーセダン、キャデラック、クライスラー・クラウン インペリアルなどが用いられた。
1971年10月1日、商号を東京空港交通株式会社に変更。その後、1978年5月20日の新東京国際空港開港時に、当時の成田空港駅（現・東成田駅）が新東京国際空港の空港ターミナルビルから離れており、鉄道での空港アクセスが弱い状況であったことから、リムジンバスが有力なアクセス手段として注目されるようになった。

## 事業所

### 本社
- 本社 - 東京都中央区日本橋箱崎町22-1
- 本社事務所 - 東京都中央区日本橋箱崎町42-1

### 営業所
- 箱崎営業所 - 東京都中央区日本橋箱崎町42-1
- 羽田営業所 - 東京都大田区羽田空港3丁目3-2
- 新宿営業所 - 東京都渋谷区代々木2丁目10-4
- 成田営業所 - 千葉県成田市古込字古込1-1

### 運行事業所
- 箱崎運行事業所 - 東京都中央区日本橋箱崎町42-1
- 羽田運行事業所 - 東京都大田区昭和島2丁目1-1
- 羽田空港運行事業所 - 東京都大田区羽田空港1丁目7-1
- 成田運行事業所 - 千葉県成田市吉岡933-5

## 路線
- 方面の後の（括弧内）は共同運行会社
- 予約の要・不要、停留所の停車・通過等、詳細は#外部リンクにて確認されたい。

### 羽田空港発着
一部の路線では羽田空港に向かう便のみ、2014年1月21日よりPASMO・Suicaなどの交通系ICカード10種が利用可能になった。2024年5月時点で、『★』のある路線もしくはバス停からはICカードによる利用が可能である。なお、羽田空港発の便では直接利用することができず、窓口もしくは券売機にて乗車券を購入する必要がある。なお、羽田空港発の便ではディズニーリゾート線を除き、すべての路線で交通系ICカード決済に対応している。(  )は、共同運行会社である（「LPS」は、株式会社リムジン・パッセンジャーサービス）。

#### 東京都内・埼玉県内
- ★東京シティエアターミナル方面
  - 東京シティエアターミナル
- ★大手町・丸の内方面
  - 東京駅丸の内北口（丸ノ内ホテル）、大手町フィナンシャルシティグランキューブ/星のや東京
- ★ 東京駅方面（京浜急行バス）
  - 東京駅八重洲北口（鉄鋼ビル）
- 新宿方面
  - 小田急ホテルセンチュリーサザンタワー、ホテルサンルートプラザ新宿、ハイアットリージェンシー東京、京王プラザホテル、ヒルトン東京、新宿ワシントンホテル、パークハイアット東京、新宿駅（★バスタ新宿、一部西口（24番乗り場））
- ★ 歌舞伎町方面（東急バス）
  - 東急歌舞伎町タワー
- 池袋方面（国際興業）
  - ホテルメトロポリタン、サンシャインシティプリンスホテル、★池袋駅西口

国際興業便は池袋駅西口止まり
- 目白・九段・後楽園・秋葉原方面
  - ホテル椿山荘東京、東京ドームホテル、秋葉原駅
    - ホテルグランドパレスバス停はホテルの営業終了に伴い、2021年6月30日をもってバス停廃止となった。
- 日比谷・銀座・汐留方面
  - 東京駅八重洲南口（ヤンマービル前）、銀座駅（有楽町）、パレスホテル東京、帝国ホテル、第一ホテル東京、ザ・ペニンシュラ東京、コートヤード・マリオット銀座東武ホテル、コンラッド東京、パークホテル東京、ザ ロイヤルパークホテル 東京汐留
- 虎ノ門方面（京成バス）
  - ★虎ノ門ヒルズ、アンダーズ東京
- 六本木・赤坂方面
  - グランドハイアット東京、ホテルニューオータニ、赤坂見附、ANAインターコンチネンタルホテル東京、ザ・キャピトルホテル東急、The Okura Tokyo、★東京ガーデンテラス紀尾井町、ザ・プリンスギャラリー 東京紀尾井町
    - アンダーズ東京バス停は、虎ノ門ヒルズ線開設に伴い、2020年12月16日より虎ノ門方面に変更された。
    - 赤坂エクセルホテル東急バス停は、ホテルの閉業に伴い、2023年9月1日より赤坂見附に変更された。
- ★渋谷方面（京浜急行バス・東急バス）
  - 渋谷エクセルホテル東急・渋谷駅（渋谷フクラス）・セルリアンタワー東急ホテル
- 芝・恵比寿・品川方面
  - ザ・プリンス パークタワー東京、東京プリンスホテル、芝パークホテル、ホテル ザ セレスティン東京芝、品川プリンスホテル、ザ・プリンスさくらタワー東京、グランドプリンスホテル高輪、グランドプリンスホテル新高輪、ウェスティンホテル東京、シェラトン都ホテル東京、東京マリオットホテル
    - 京急EXホテル品川バス停はホテルの営業終了に伴い、2021年3月31日をもって廃止となった。
- 浅草・錦糸町・東陽町・豊洲方面
  - 浅草ビューホテル、東武ホテルレバント東京、ホテルイースト21東京、★東陽町駅、★豊洲駅

錦糸町方面へは京浜急行バスと東武バスセントラルも羽田空港 - 錦糸町駅・東京スカイツリータウン線を別途運行している。
また、豊洲方面へは京成バス千葉イーストも羽田空港 - ミチノテラス豊洲線を別途運行している。
- お台場・有明方面
  - ★有明ガーデン、東京ベイ有明ワシントンホテル、★国際展示場駅(ダイワロイネットホテル東京有明)★東京ビッグサイト、グランドニッコー東京 台場、ヒルトン東京お台場、相鉄グランドフレッサ東京ベイ有明
    - パレットタウンバス停はヴィーナスフォートの営業終了に伴い、2022年3月27日をもってバス停廃止となった。

同方面は京浜急行バスも単独で運行していたが2020年3月28日をもって運行終了（羽田空港 - グランドニッコー東京 台場・フジテレビ前・東京テレポート駅・パレットタウン前・東京ビッグサイト）。

- ★亀有・葛西・小岩・一之江方面（京成バス）
  - 亀有駅南口、小岩駅南口、一之江駅、葛西駅
- ★光が丘・練馬方面
  - ホテルカデンツァ東京、練馬駅（練馬区役所前）
- ★中野方面
  - 中野駅北口（中野サンプラザ）
- ★吉祥寺方面（京浜急行バス・小田急バス・関東バス）
  - 吉祥寺駅中央口
- ★南大沢、京王多摩センター、聖蹟桜ヶ丘方面（京王バス）
  - 南大沢駅、京王多摩センター駅、聖蹟桜ヶ丘駅
- ★国分寺・武蔵小金井・府中・調布方面（京王バス）
  - 国分寺駅南口、西国分寺駅、武蔵小金井駅南口、府中駅、調布駅(北口・南口)、稲城駅、若葉台駅
- ★高尾・八王子・日野方面（京王バス・西東京バス）
  - 高尾駅南口、西八王子駅入口、京王八王子駅、JR八王子駅北口、中央道日野
- ★和光市・石神井方面（西武バス）
  - 石神井公園駅北口、和光市駅南口

2012年9月15日までは「長久保、大泉学園駅北口方面」だったが、大泉学園駅北口の再開発工事及び、石神井公園駅の空港連絡バス停留所完成に伴い廃止。
- ★大宮方面（国際興業・西武観光バス）
  - 西武バス大宮営業所、大宮駅西口、さいたま新都心駅

羽田空港行のさいたま新都心駅は、西武バス大宮営業所発早朝3本と夜間2本のみ停車[5]
京浜急行バスは2021年4月1日をもって撤退
- ★浦和方面（国際興業）
  - 武蔵浦和駅西口、浦和駅西口、浦和ロイヤルパインズホテル
- ★所沢・東所沢方面（西武バス）
  - 所沢駅東口、JR東所沢駅、ところざわサクラタウン
- ★川越方面（イーグルバス・西武バス）
  - 本川越駅、川越駅西口
- ★熊谷・坂戸・籠原・森林公園方面（国際十王交通）
  - 籠原駅南口、熊谷駅南口、森林公園駅北口、坂戸駅南口

#### 千葉県内
- 東京ディズニーリゾート（舞浜）方面（京成バス・京浜急行バス・京成バス千葉ウエスト）
  - 東京ディズニーランド、ディズニーアンバサダーホテル、東京ディズニーシー、東京ディズニーシー・ホテルミラコスタ、シェラトン・グランデ・トーキョーベイ・ホテル、ホテルオークラ東京ベイ、ヒルトン東京ベイ、東京ベイ舞浜ホテル ファーストリゾート、東京ベイ舞浜ホテル、東京ディズニーランドホテル、グランドニッコー東京ベイ 舞浜、東京ディズニーリゾート・トイ・ストーリーホテル

羽田空港発8時台から10時台の便[6] は、東京ディズニーランド（TDL）・東京ディズニーシー（TDS）のみ停車（ホテルエリアには乗り入れない）。
また、TDL・TDS休園日も、リムジンバスは運行するが、TDL・TDSには停車しない（ホテルエリアのみの停車）。
- ★新浦安方面（京成バス千葉ウエスト）
  - 潮音の街、三井ガーデンホテルプラナ東京ベイ、ベイサイドホテルエリア（東京ディズニーセレブレーションホテル）、日の出公民館、新浦安駅
- ★市川・行徳方面（京成バス千葉ウエスト）
  - 行徳駅、富浜（妙典駅）、市川駅南口
  - 「市川市民納涼花火大会」の開催当日（毎年8月第1土曜日）は、夕方以降全便富浜（妙典駅）発着となり、市川駅へは乗り入れない。
- ★津田沼方面（京成バス）
  - JR津田沼駅南口、京成津田沼駅南口
- ★幕張・千葉方面（京成バス・京浜急行バス・京成バス千葉イースト）
  - 千葉中央駅西口、JR千葉駅、千葉みなと駅、幸町第三、稲毛海岸駅、検見川浜駅、幕張ベイタウン、ホテルスプリングス幕張、海浜幕張駅北口、ホテルニューオータニ幕張、ホテルフランクス、ホテルザ・マンハッタン、ホテルグリーンタワー幕張、アパホテル&リゾート東京ベイ幕張、メッセ中央
- ★四街道・稲毛方面（京成バス千葉イースト）
  - 千代田団地、四街道駅北口、都賀駅東口、みつわ台駅、JR稲毛駅東口
- ★大網・千葉市東南部方面（京成バス千葉イースト）
  - 大網駅、土気駅南口、誉田駅、鎌取駅北口、大宮台

#### 北関東方面
- ★伊勢崎・桐生・太田・大泉・館林方面（日本中央バス）
  - 伊勢崎駅南口、桐生駅南口、太田駅南口、BUSターミナルおおた、大泉町役場、おうらバスターミナル、館林市役所
    - 邑楽町役場バス停は、2022年12月1日より、新規バス停に移設し、おうらバスターミナルに変更された。
- ★前橋・高崎方面（日本中央バス）
  - 前橋バスセンター、前橋駅南口、nパーキング日高、高崎バスセンター、高崎駅東口、藤岡IC
- マロニエ号 宇都宮・佐野新都市方面（関東自動車）
  - 関東バス柳田、JR宇都宮駅西口、東武宇都宮駅西口、鹿沼IC入口、佐野新都市バスターミナル

#### 深夜早朝便
下記に羽田空港第3ターミナルと各地を結ぶ路線（深夜運賃設定便除く）を示す。
- ★銀座・東京駅・秋葉原・浅草
  - 銀座駅（有楽町）・東京駅八重洲北口（鉄鋼ビル）・秋葉原駅・浅草ビューホテル
- ★新宿・東新宿・池袋
  - 新宿駅西口・バスタ新宿（一部通過）・東新宿駅・池袋駅東口
- ★渋谷方面
  - 渋谷駅西口・セルリアンタワー東急ホテル・渋谷エクセルホテル東急
- ★有明・豊洲・東陽町・葛西・一之江
  - グランドニッコー東京台場・東京ベイ有明ワシントンホテル・豊洲駅・東陽町駅・葛西駅・一之江駅
    - 大江戸温泉物語バス停は同施設の閉館に伴い、2021年9月5日をもってバス停廃止となった。

### 空港間連絡
- 羽田空港 - 成田空港（LPS）
  - 東京国際空港 - 成田国際空港

### 成田空港発着

#### 東京都内
- 東京駅・日本橋・東京シティエアターミナル方面
  - 東京駅八重洲北口（鉄鋼ビル）、マンダリン・オリエンタル東京、東京駅丸の内北口（丸ノ内ホテル）、アマン東京、大手町フィナンシャルシティグランキューブ/星のや東京、東京シティエアターミナル
    - シャングリ・ラ ホテル 東京バス停は2021年6月30日をもって廃止となった。
- 新宿方面
  - 新宿駅西口、新宿高速BT（バスタ新宿）、小田急ホテルセンチュリーサザンタワー、ホテルサンルートプラザ新宿、京王プラザホテル、ハイアットリージェンシー東京、新宿ワシントンホテル、パークハイアット東京、ヒルトン東京
- 歌舞伎町方面（東急バス）
  - 東急歌舞伎町タワー
- 池袋方面
  - ホテルメトロポリタン、サンシャインシティプリンスホテル、ホテル椿山荘東京
- 目白・九段・後楽園方面
  - ホテル椿山荘東京、、東京ドームホテル
    - ホテルグランドパレスバス停はホテルの営業終了に伴い、2021年6月30日をもってバス停廃止となった。
- 日比谷・銀座・汐留方面
  - パレスホテル、帝国ホテル、第一ホテル東京、ザ・ペニンシュラ東京、銀座駅（有楽町）、三井ガーデンホテル銀座プレミア、コートヤード・マリオット銀座東武ホテル、コンラッド東京、パークホテル東京、ザ ロイヤルパークホテル 東京汐留
- 赤坂・六本木方面
  - グランドハイアット東京、ザ・リッツ・カールトン東京、ホテルニューオータニ、赤坂見附、ホテルオークラ、ANAインターコンチネンタルホテル東京、ザ・キャピトルホテル 東急、アンダーズ東京、東京ガーデンテラス紀尾井町、ザ・プリンスギャラリー 東京紀尾井町
    - 赤坂エクセルホテル東急バス停は、ホテルの閉業に伴い、2023年9月1日より赤坂見附に変更された。
- 芝方面
  - ザ・プリンスパークタワー東京、東京プリンスホテル、芝パークホテル、ホテル ザ セレスティン東京芝
- 渋谷・二子玉川方面（東急バス）
  - セルリアンタワー東急ホテル、渋谷エクセルホテル東急、二子玉川駅（降車専用）、二子玉川ライズ・楽天クリムゾンハウス
    - 2019年10月1日より、二子玉川駅は成田空港発の降車専用バス停となる（乗車不可）[7]。
- 恵比寿・品川方面
  - ウェスティンホテル東京、シェラトン都ホテル東京、東京マリオットホテル、品川プリンスホテル、グランドプリンスホテル高輪、グランドプリンスホテル新高輪、ニューサンノーホテル、品川駅東口
- 竹芝・お台場方面
  - 天王洲アイル（第一ホテル東京シーフォート）、ホテルインターコンチネンタル東京ベイ、メズム東京、グランドニッコー東京 台場、ヒルトン東京お台場、東京ベイ有明ワシントンホテル、相鉄グランドフレッサ東京ベイ有明
- 浅草・錦糸町・東陽町・豊洲・新木場方面
  - 浅草ビューホテル・東武ホテルレバント東京、ホテルイースト21東京、豊洲駅、新木場駅
- 吉祥寺方面（小田急バス・関東バス・京成バス）
  - 吉祥寺駅
- 多摩・南大沢方面（京王バス）
  - 京王多摩センター駅、聖蹟桜ヶ丘駅、南大沢駅
- 調布方面（京王バス）
  - 調布駅、稲城駅、若葉台駅
- 立川方面（立川バス・成田空港交通）
  - 立川バス上水営業所、パレスホテル立川、立川駅北口
- 八王子方面（西東京バス）
  - 京王八王子駅、JR八王子駅北口

#### 神奈川県内
- 横浜方面（京成バス・京浜急行バス）
  - 横浜シティ・エア・ターミナル（横浜駅東口）、横浜ロイヤルパークホテル、横浜ベイホテル東急、ヨコハマグランドインターコンチネンタルホテル（パシフィコ横浜）、ホテルニューグランド（横浜・山下公園）※成田空港発のみ

#### 埼玉県内
- 越谷・草加方面（千葉交通・東武バスセントラル足立営業事務所）
  - 新越谷駅西口、草加駅東口、 八潮駅北口
- 志木駅・ふじみ野駅方面（東武バスウエスト新座営業所）
  - 朝霞台駅南口、志木駅南口、新座車庫、ふじみ野駅西口

#### 千葉県内
- 東京ディズニーリゾート（舞浜）・新浦安方面（千葉交通・東京ベイシティ交通・LPS）
  - 東京ディズニーランド、ディズニーアンバサダーホテル、東京ディズニーシー、東京ディズニーシー・ホテルミラコスタ、シェラトン・グランデ・トーキョーベイ・ホテル、ホテルオークラ東京ベイ、ヒルトン東京ベイ、東京ベイ舞浜ホテル ファーストリゾート、東京ベイ舞浜ホテル、東京ディズニーランドホテル、グランドニッコー東京ベイ 舞浜、東京ディズニーリゾート・トイ・ストーリーホテル・東京ベイ東急ホテル・東京ディズニーセレブレーションホテル:ディスカバー、東京ディズニーセレブレーションホテル:ウィッシュ、三井ガーデンホテルプラナ東京ベイ、新浦安駅

#### 深夜便
- 池袋・新宿→成田空港
  - 池袋駅西口→バスタ新宿→成田空港第3ターミナル

### 深夜急行バス
- リムジンミッドナイトアロー：新宿→千葉
  - バスタ新宿→新浦安駅、ハイタウン塩浜、行徳駅前4丁目、JR検見川浜駅、JR稲毛海岸駅、JR千葉みなと駅、JR千葉駅

### その他
- バスタ新宿 - 東京ビッグサイト（臨時便）
  - バスタ新宿 - 東京ビッグサイト ※大規模イベント開催日などに臨時運行

### 過去の路線
- 羽田空港 - 日吉方面（京浜急行バス・東急バス）2009年11月30日廃止
  - 日吉駅（東口）
- 東京シティエアターミナル - 東京駅（東京駅八重洲南口）2008年9月11日運行分をもって廃止
  - 東京シティエアターミナルから東京駅の間を連絡。この区間のみの利用も可能であった。
- 東京湾岸線（ファンタジア号）東京駅 - 東京ディズニーランド（国鉄バス・JRバス関東）1995年廃止
  - 1983年国鉄バスと共同運行開始。1990年ダブルデッカーを投入し愛称をファンタジア号とした。1995年廃止。

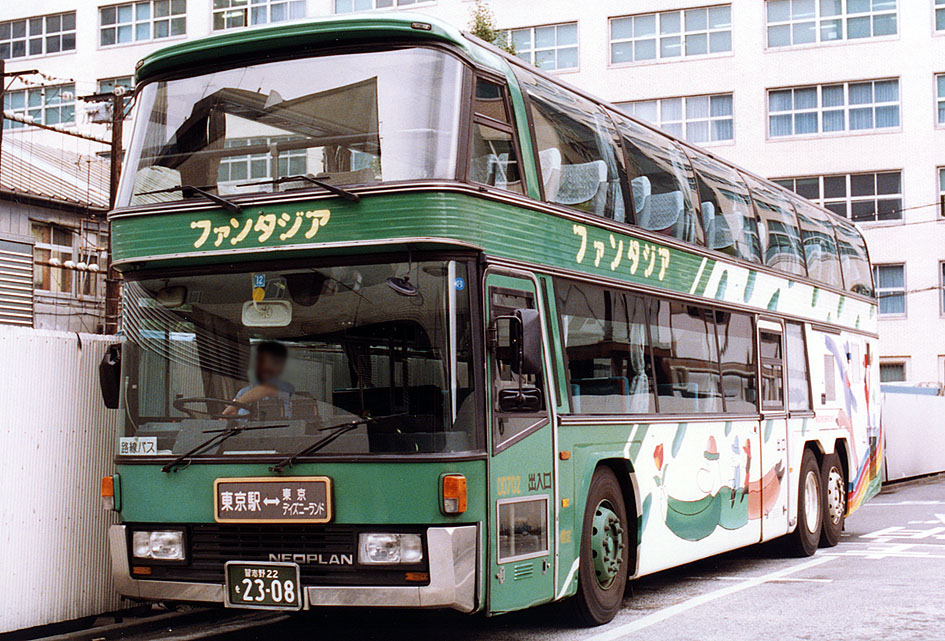
ファンタジア号

- フォレスト号 深谷・熊谷方面（国際十王交通・千葉交通）2011年9月30日運行撤退
  - 深谷駅、籠原駅、熊谷駅、森林公園駅
- 羽田空港 - 水戸・日立方面（茨城交通、羽田京急バス、日立電鉄交通サービス）2012年9月15日限りで撤退。羽田空港での乗車券発券業務[8] 、ホームページへの時刻表掲載は継続。
  - 日立駅、新田中内、東海駅東口、茨城交通勝田営業所、勝田駅西口、水戸駅南口、水戸大洗IC
- 新横浜方面（LPS・京浜急行バス・川崎鶴見臨港バス）2015年5月31日限りで運行休止
  - 新横浜駅（ホテルアソシア新横浜）、新横浜プリンスホテル
- ★木更津方面（京浜急行バス・小湊鉄道・日東交通）2025年2月16日限りで運行撤退
  - 木更津駅東口、袖ヶ浦バスターミナル、木更津金田バスターミナル

## 迂回運行
同社の運行上の特徴として、柔軟な迂回運行が挙げられる。管制室で一般道を含めた道路状況をリアルタイムに把握し、無線で各車両に指示することで、その時点で一番所要時間が短いと見込まれるルートを走行する。
迂回ルートはいくつものパターンが用意してあり、道路状況に応じて管制室でルートを選択して迂回させる。状況によっては、迂回を繰り返し、高速道路と一般道を二度三度と行き来する場合もある。以前は本線料金所の渋滞を避けて、料金所の前後区間のみ迂回することも多かったが、ETC普及による料金所渋滞の減少により、料金所迂回もやや減少している。自動放送にも、道路渋滞のため迂回運行する旨の放送が用意されており、運転士が操作して放送する。

## 車両

### 空港路線車
バス輸送の開始当初はメルセデス・ベンツのマイクロバスを用いていたが、その後は国産大型車が導入され、現在はUDトラックス（旧・日産ディーゼル）、日野自動車、三菱ふそうの車両を使用している（いすゞ車の導入実績もあるが、ごくわずかとなっている）。車体の塗装は白地にオレンジのツートンカラーで、一部にラッピングバスも存在する（ラッピングバスは成田所属が多い）。
UD車は、ユーロツアーを1996年に大量に発注したことから、以後関係が深まり、従来主力であった日野および三菱ふそう車に代わって1990年代後半から2000年代の主力となった。
空港リムジンの目的に供用されるため、路線車はハイデッカー型の車両では320台あまりの在籍がある。成田空港発着路線用と、羽田空港発着路線の長距離用は、乗車時間の長さからトイレを車両後部に装備する。現在運用されている車両の乗車定員は38〜55人まで、トイレと補助席の有無で数種類存在する。かつては木更津仕様と呼ばれるトイレなしの60人乗りの車両が存在した。行先表示は2001年3月以前の購入車は側面のみ、それ以降は側面のほか前面上部と後面の窓内に表示機を搭載している。更に2017年7月にはフルカラーデジタル行先表示器を試験的に採用し、以降導入される車両はフルカラーデジタル行先表示器が標準装備されるようになった。かつては側面の行先表示に方向幕か行先標を用いていたが1990年代後半からはLED式を採用、2007年度購入車両からは車内案内表示装置に液晶ディスプレイを採用している。大型の荷物を預けるため、床下の前輪・後輪間（ホイールベース）は荷物室としており、冷房装置は直結式を屋根上に搭載、他社のリムジンバスにも影響を与えた。なおスケルトンボディ+床下荷物室が普及する1980年代以前は車両後部を荷物室としていた。また荷物室は、手荷物落下防止のためのベルトが全車に装備されている。
無線連絡システムとして、移動無線センターの集中基地局を使用する（タクシー無線と同じ）390MHz帯の専用無線で音声連絡をメインとしてきたが、2001年にはGPSモジュールと3G通信モジュールを内蔵した専用端末を用いた運行管理システムを導入している。各車両からの情報収集は、あらかじめ設定されたポイントを通過した際に車両現在位置を伝送（チェックポイント発呼）、高速道路走行中は2分おき・一般道走行中は5分おきに現在位置を伝送（時間発呼）、出発・到着の車内ボタンにより現在位置を伝送（スイッチ発呼）の3種類の方法により行われ、これによりほぼリアルタイムに運行状況を把握できる。
なお、音声無線システムも音声連絡用として携帯電話の代わりに維持している。
荷物積載量に優れることから、廃車後インバウンド輸送を主力とする貸切バス事業者への移籍例が多く見受けられる。

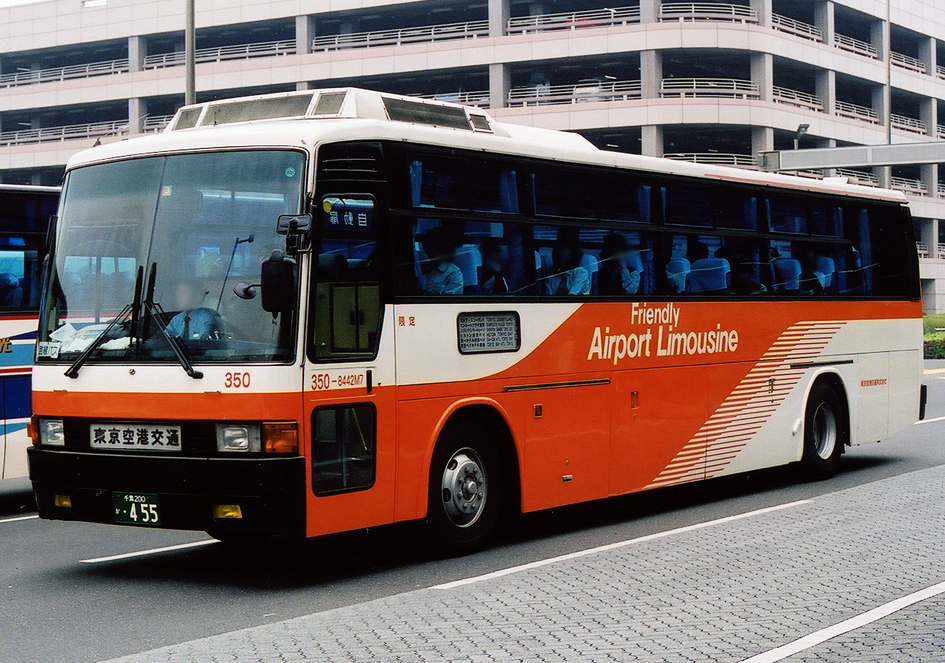
1980年代後半に導入された三菱ふそう・エアロバス
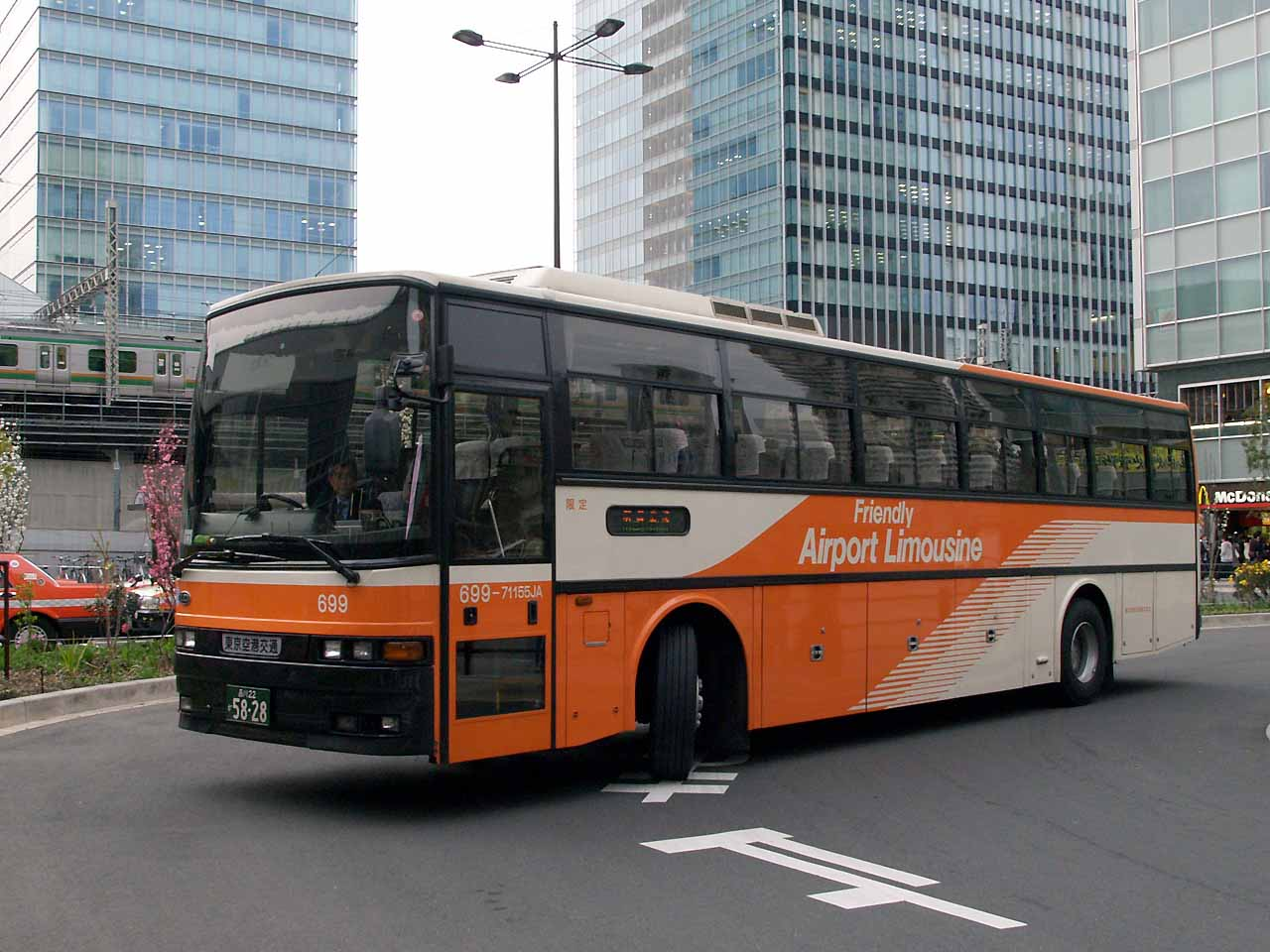
1990年代後半に大量導入された日産ディーゼル・ユーロツアー
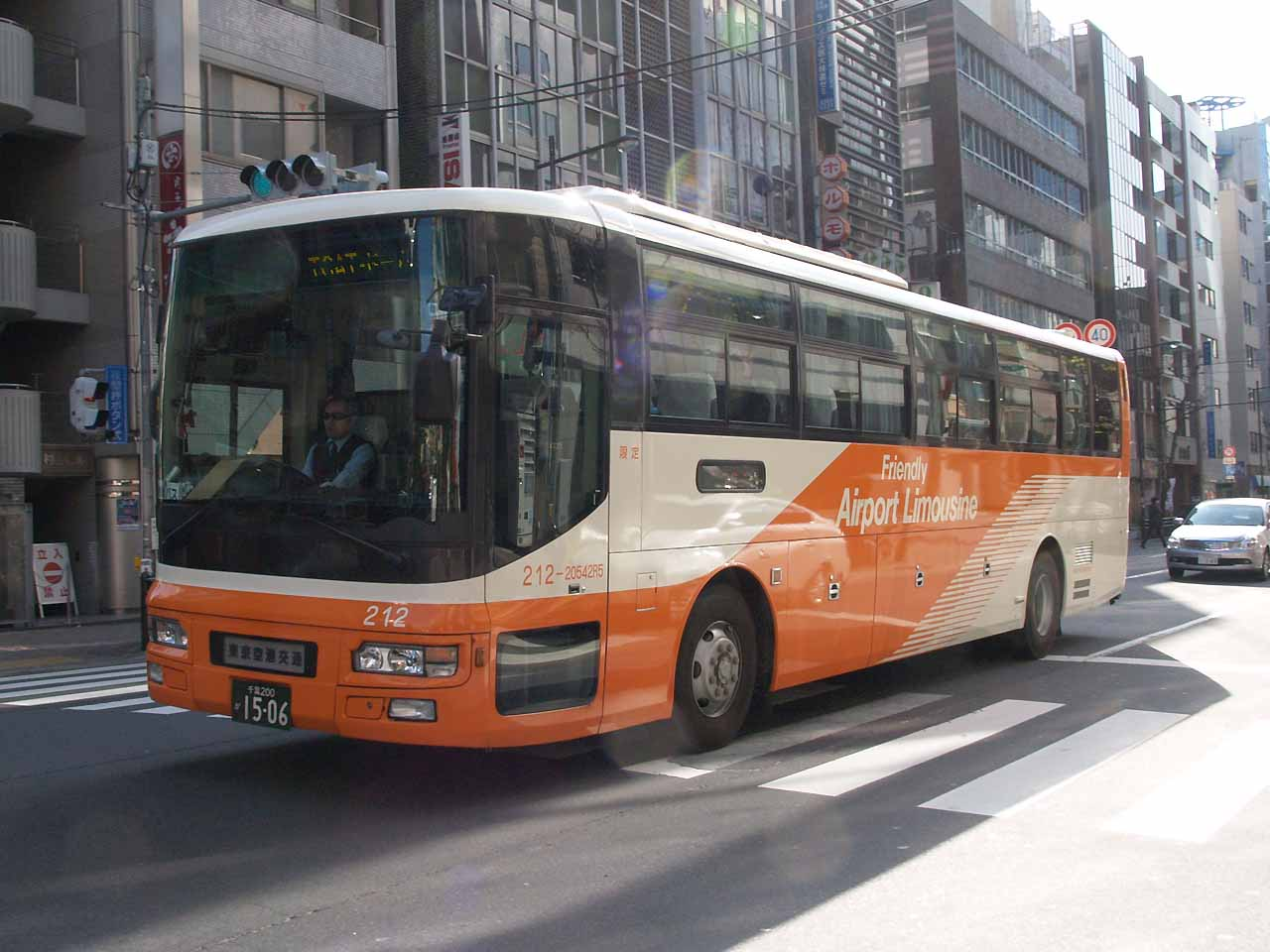
2000年代前半はユーロツアーに代わってスペースアローが中心となる
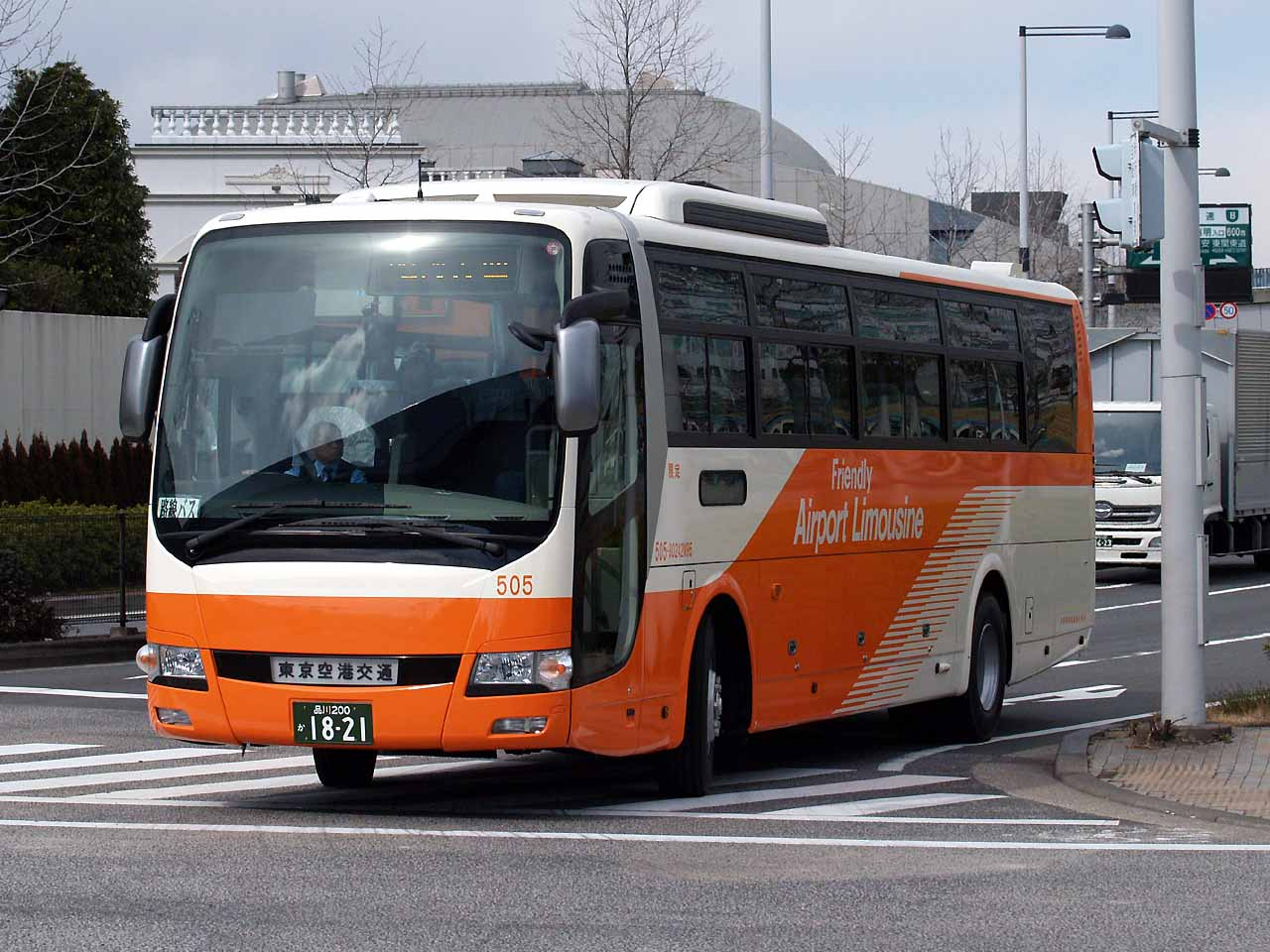
2008年に導入された三菱ふそう・エアロエース
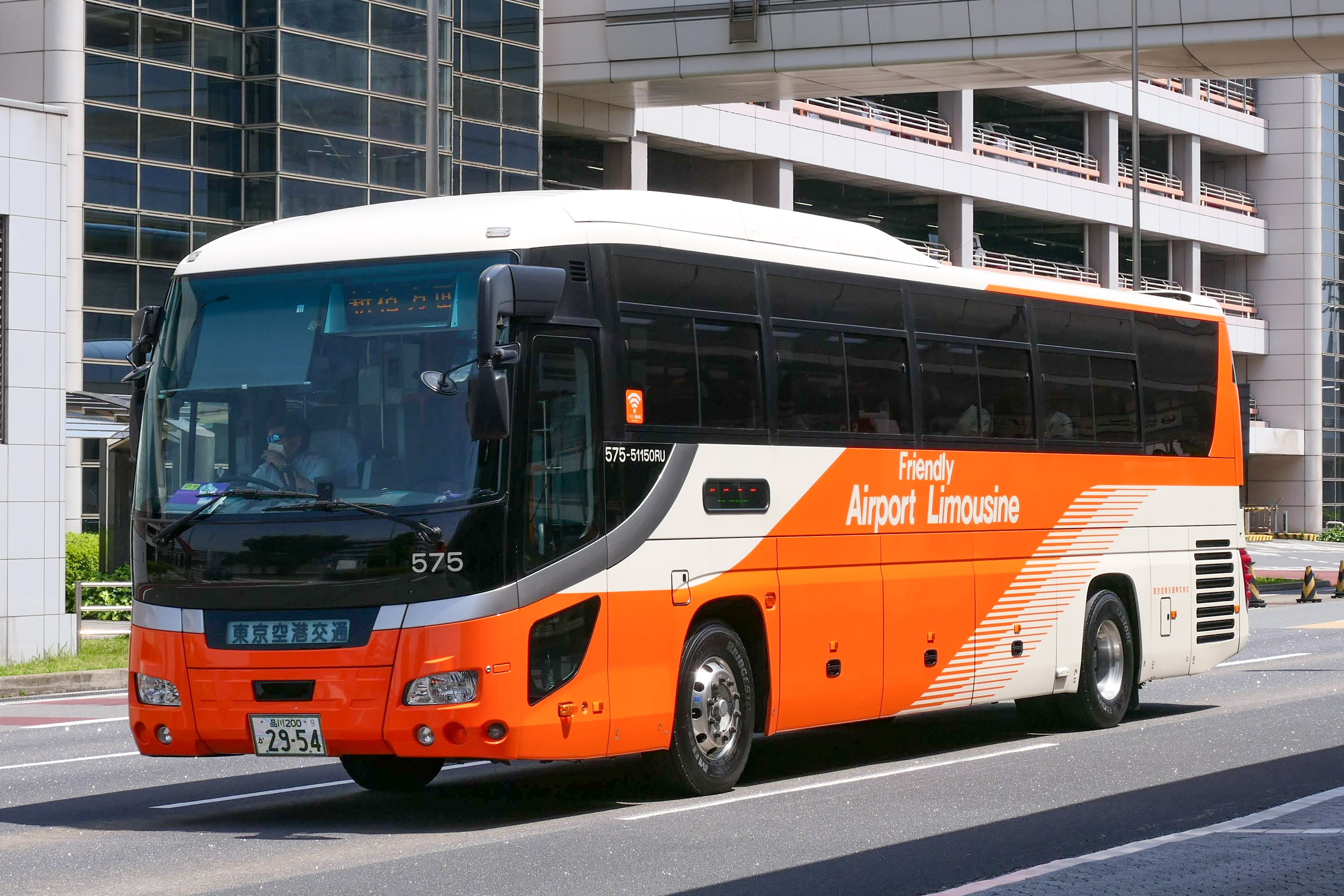
2010年代に導入され始めたいすゞ・ガーラ
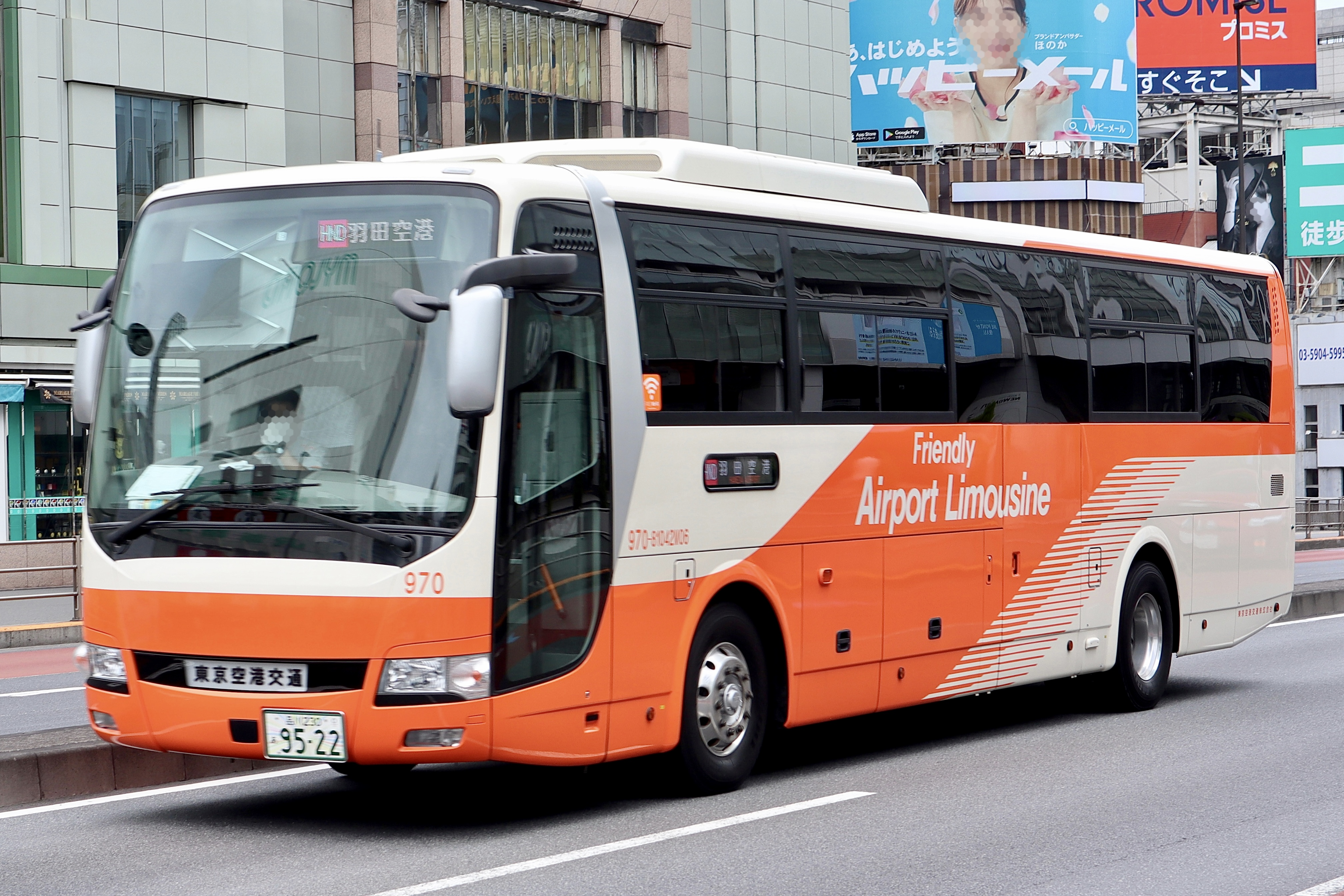
2018年に導入されたエレベーター付きバス（三菱ふそう・エアロエース）
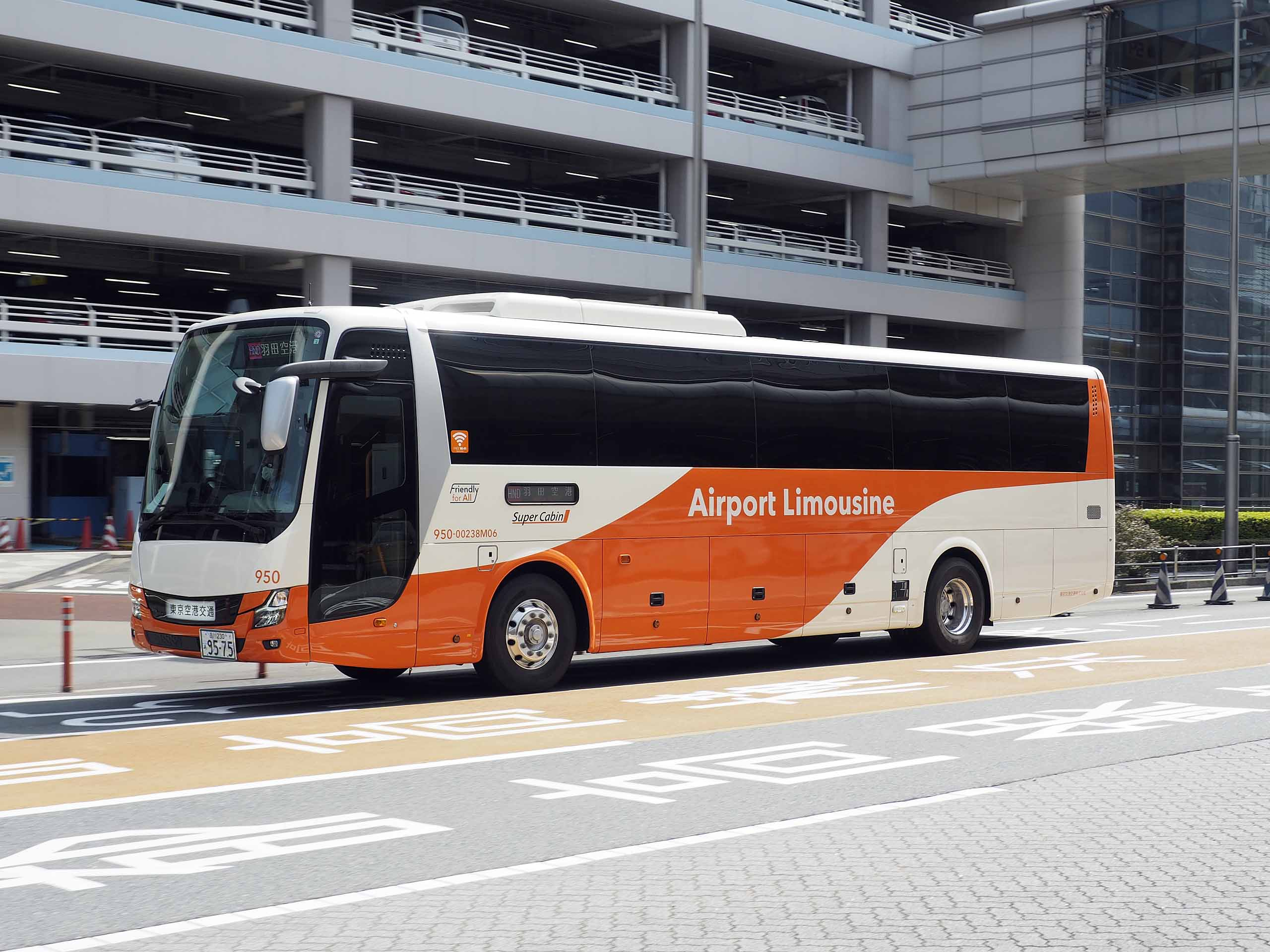
2019年度購入車からのカラーリング

### 貸切車
貸切観光バスは、38台在籍している。貸切観光バスは、見た目は路線車に酷似しているが、行先表示装置がないことや社番などで区別は可能である。スーパーハイデッカー車も在籍する。通常の貸切輸送の他、繁忙期の応援や点検時の代車として空港路線を走ることもある。
日本航空系列の旅行会社・ジャルパックの委託を受けて、同社の主催する東京ディズニーリゾートツアー参加者専用シャトルバス「JALハピネスライナー」（旧・マジカルファンタジー号）を羽田空港 - 東京ディズニーリゾート間で運行している。専用車はラッピング装飾されており、絵柄は1-4年ごとに更新される。2014年には同じくジャルパックの委託によるオプショナルツアーの東京都内観光周遊バス「東京GO!GO!観光バス」を運行していた。

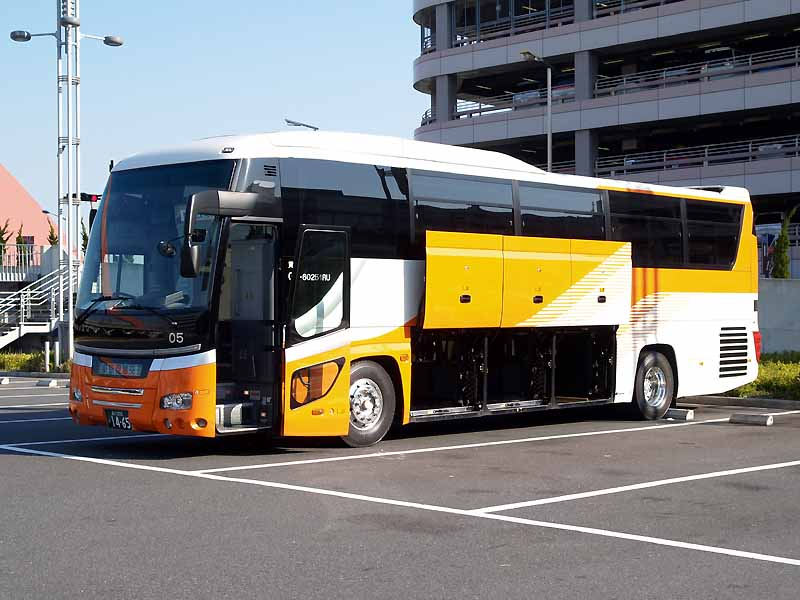
貸切車（日野・セレガSHD）
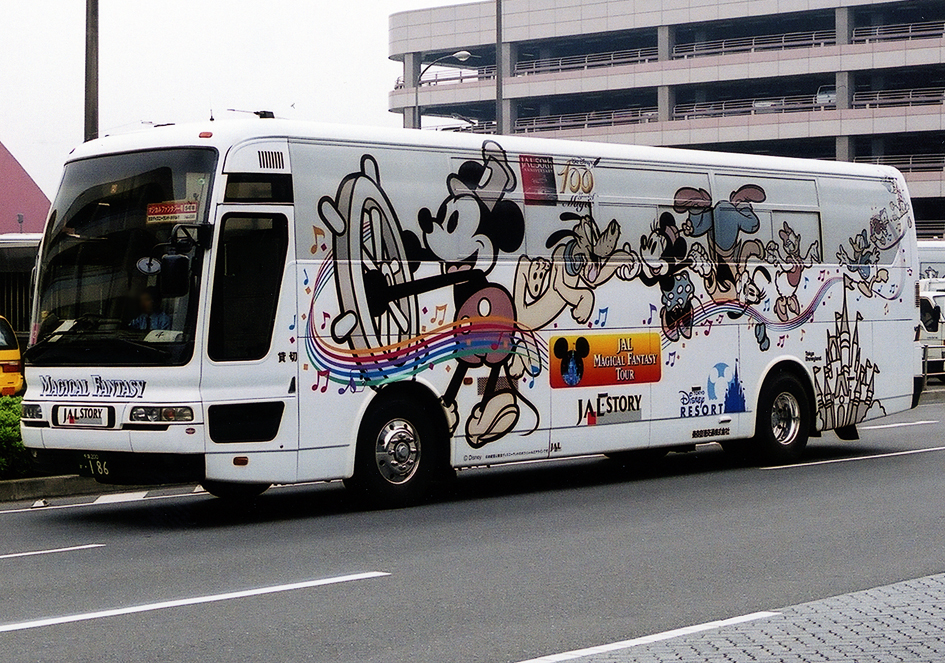
マジカルファンタジー号（2001年バージョン：エアロクィーン）
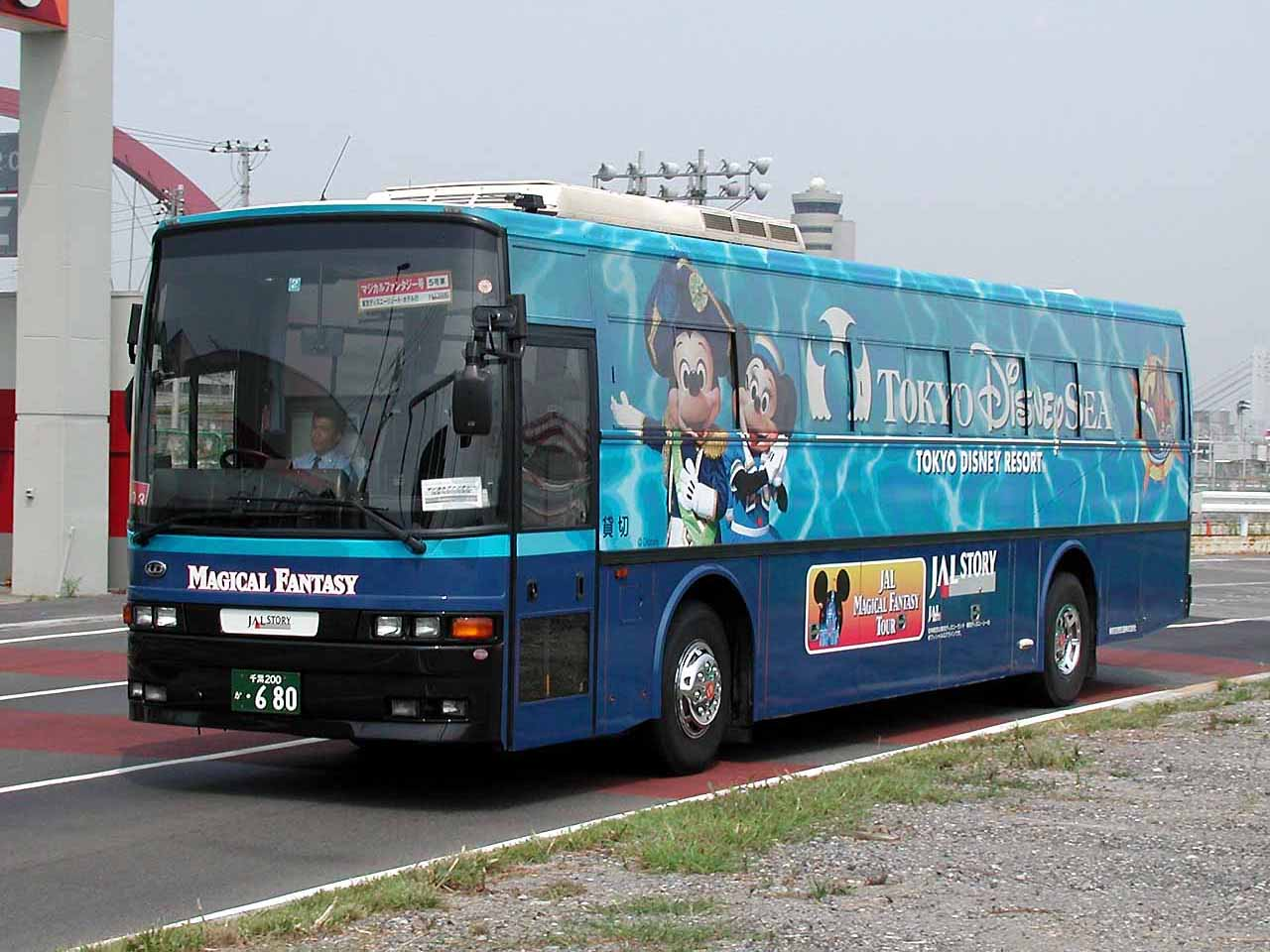
マジカルファンタジー号（2002年バージョン：ユーロツアー）
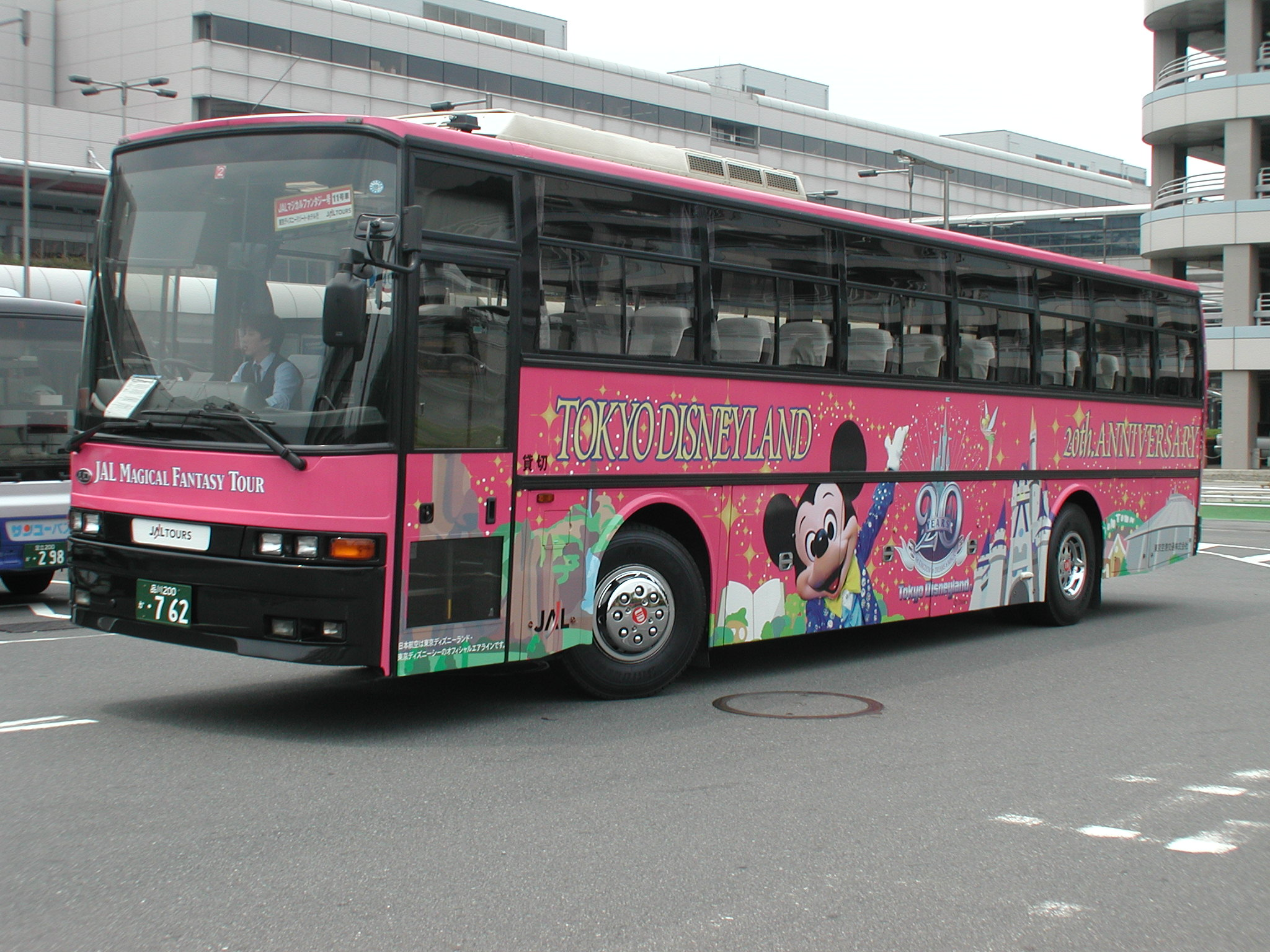
マジカルファンタジー号（2003年バージョン：ユーロツアー）
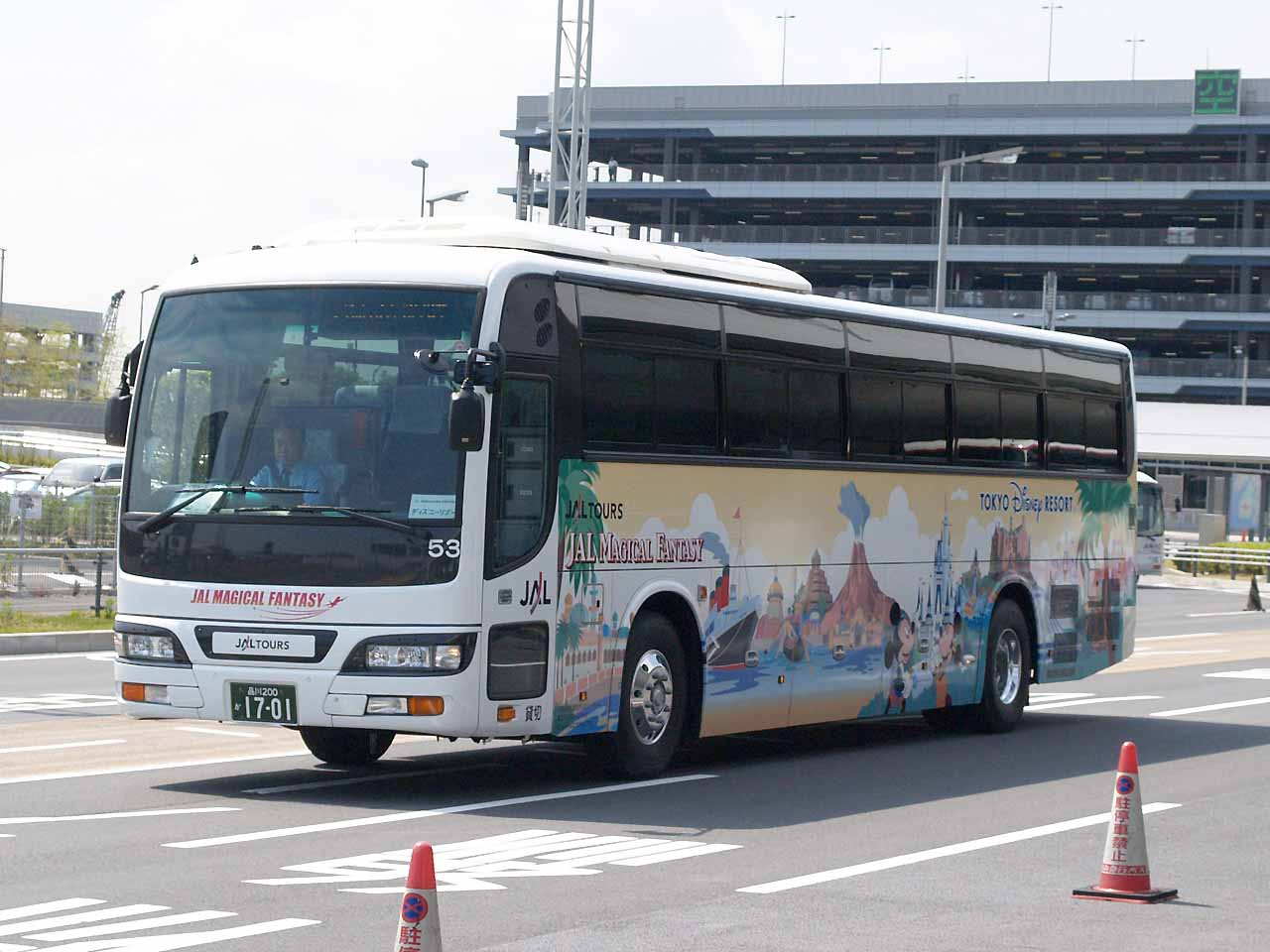
マジカルファンタジー号（2007年バージョン：スペースアロー）
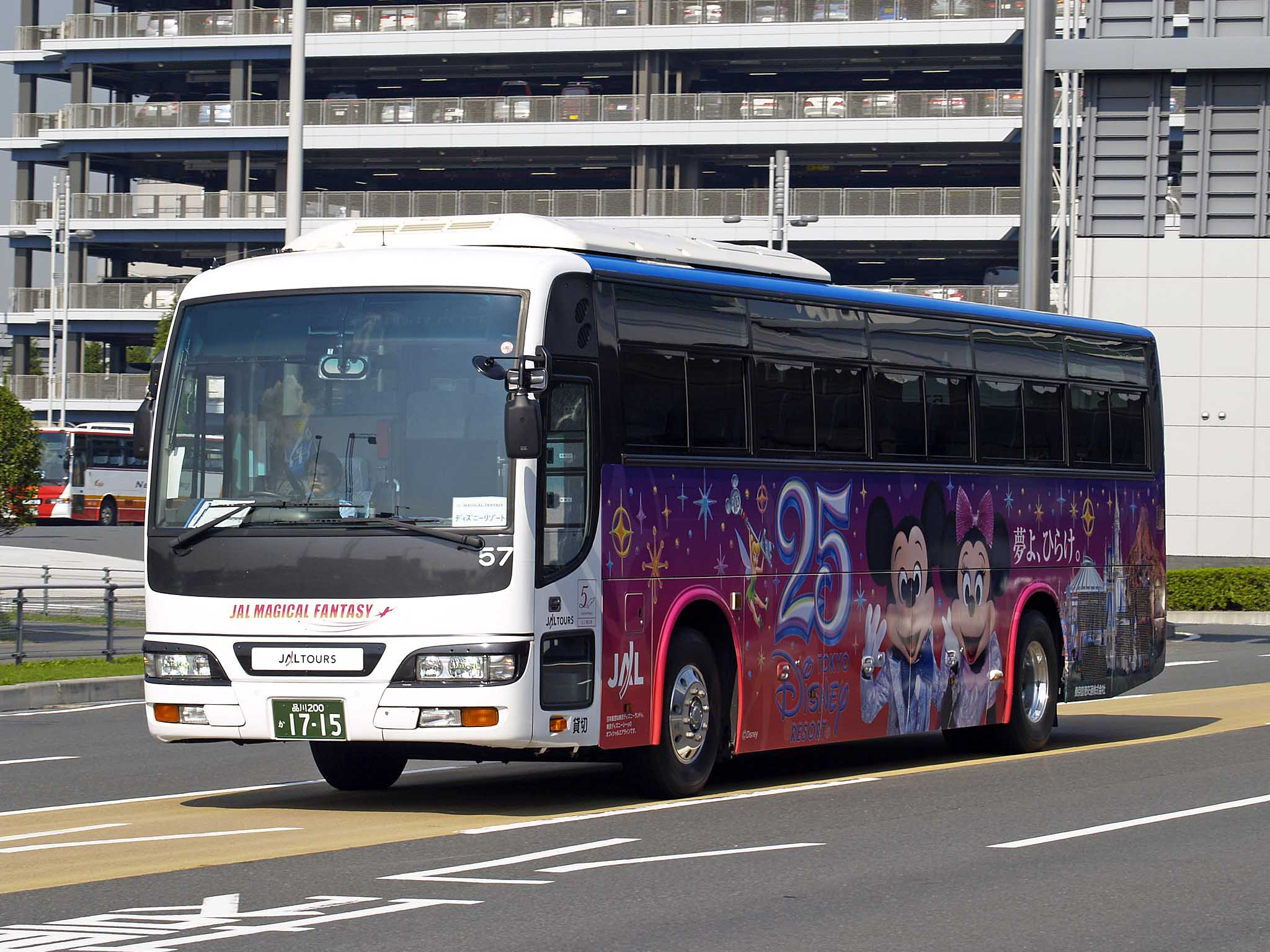
マジカルファンタジー号（2008年バージョン：スペースアロー）
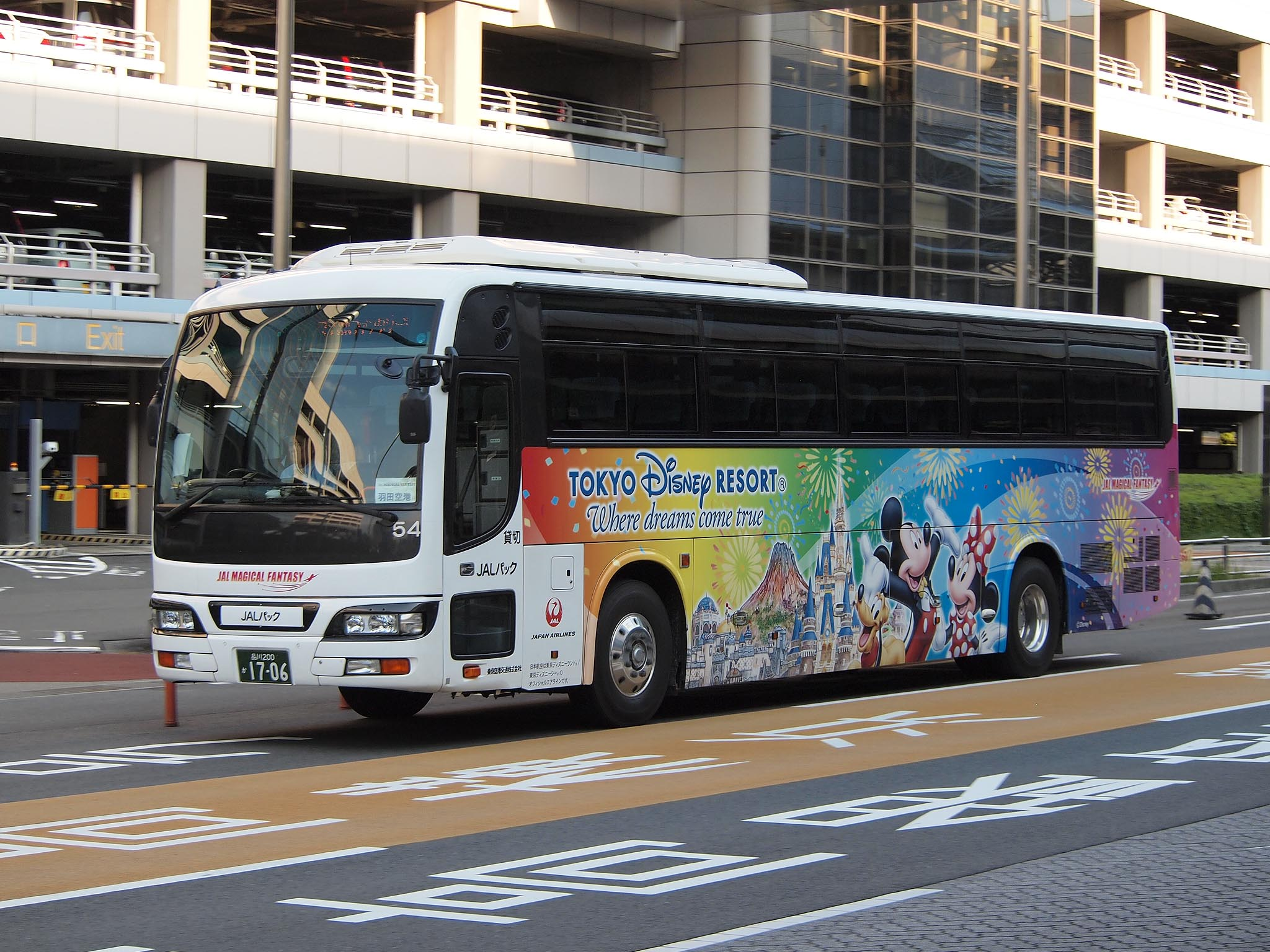
マジカルファンタジー号（2009年バージョン：スペースアロー）
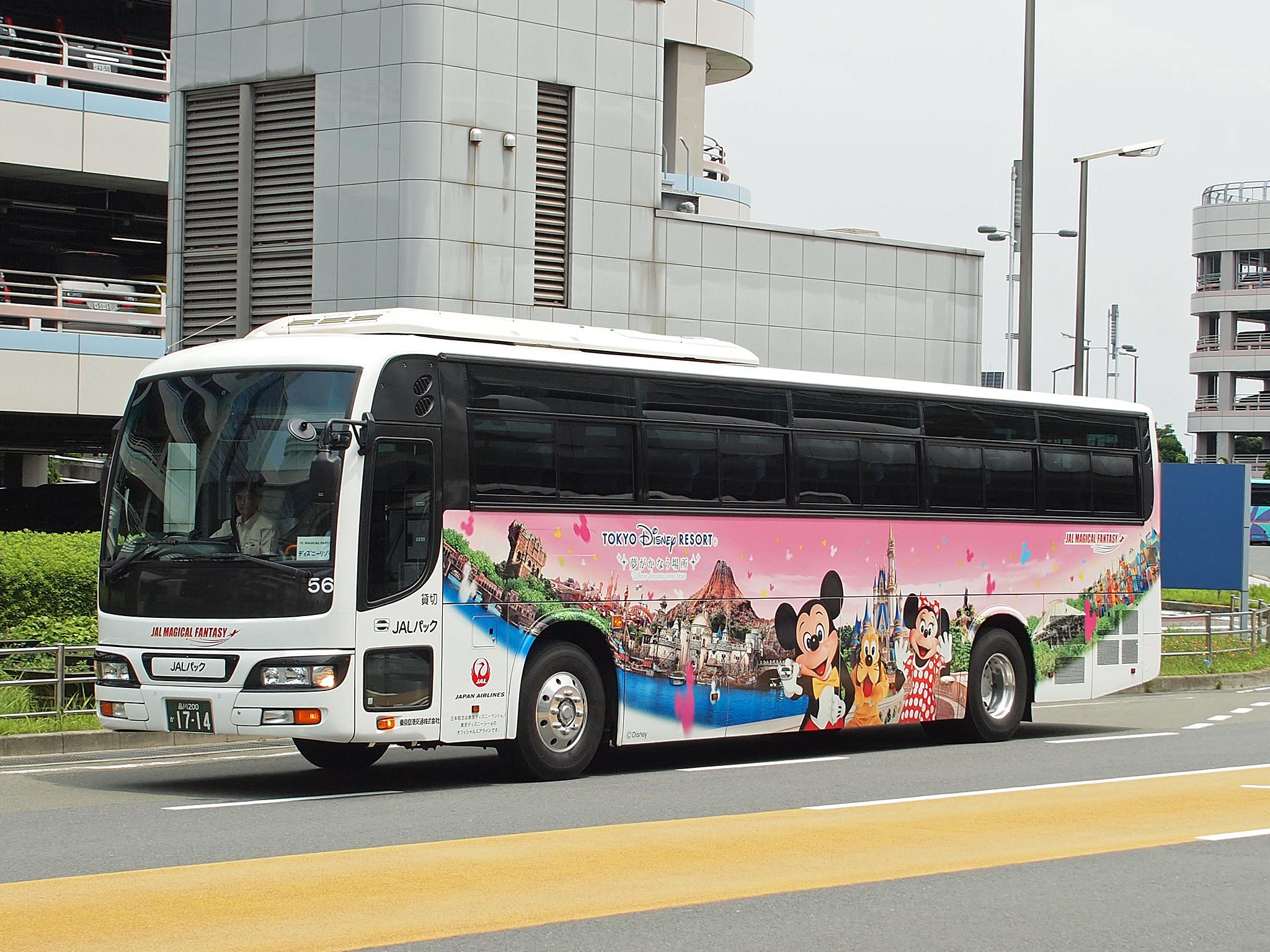
マジカルファンタジー号（2012年バージョン：スペースアロー）
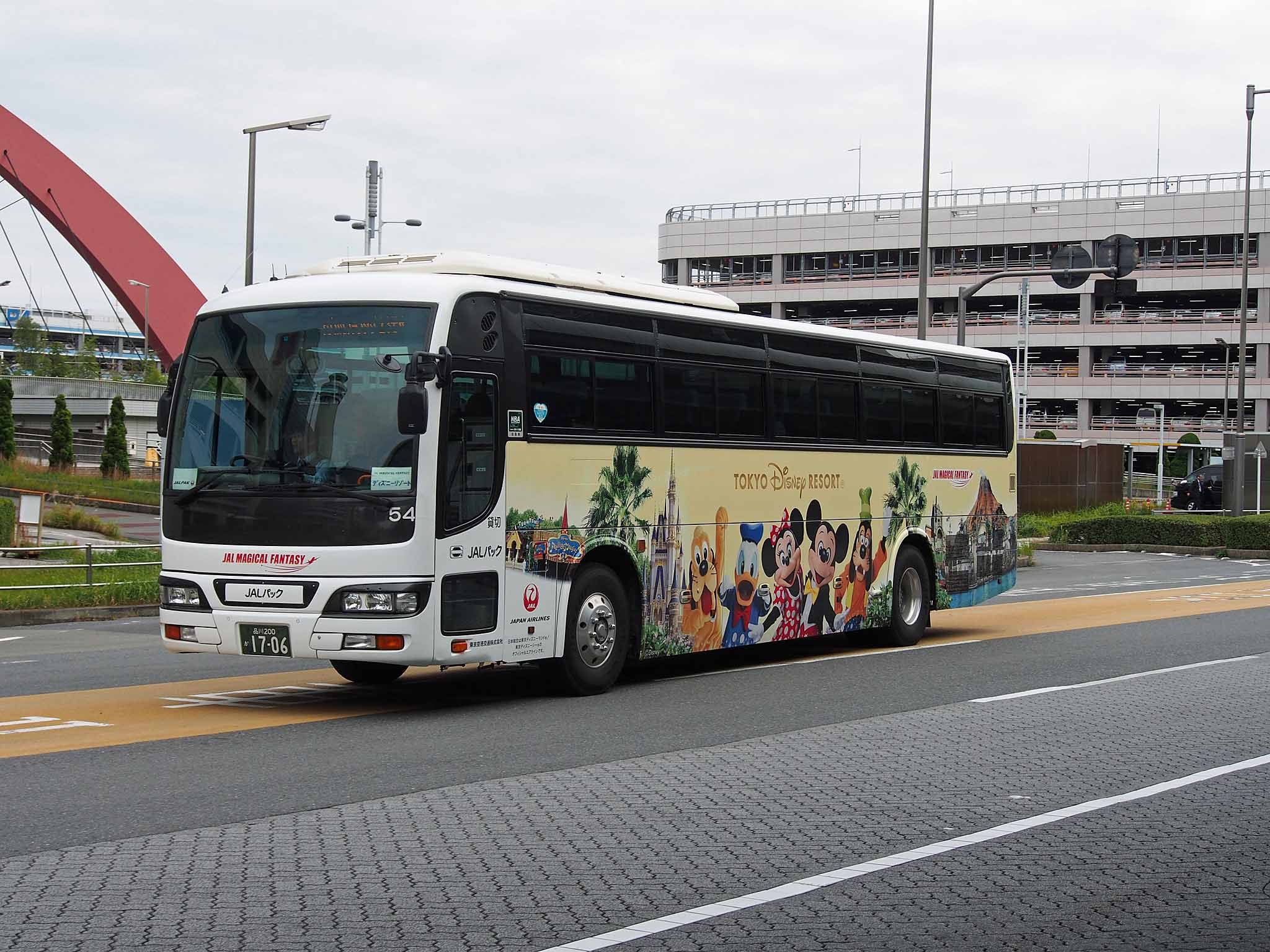
マジカルファンタジー号（2015年バージョン：スペースアロー）
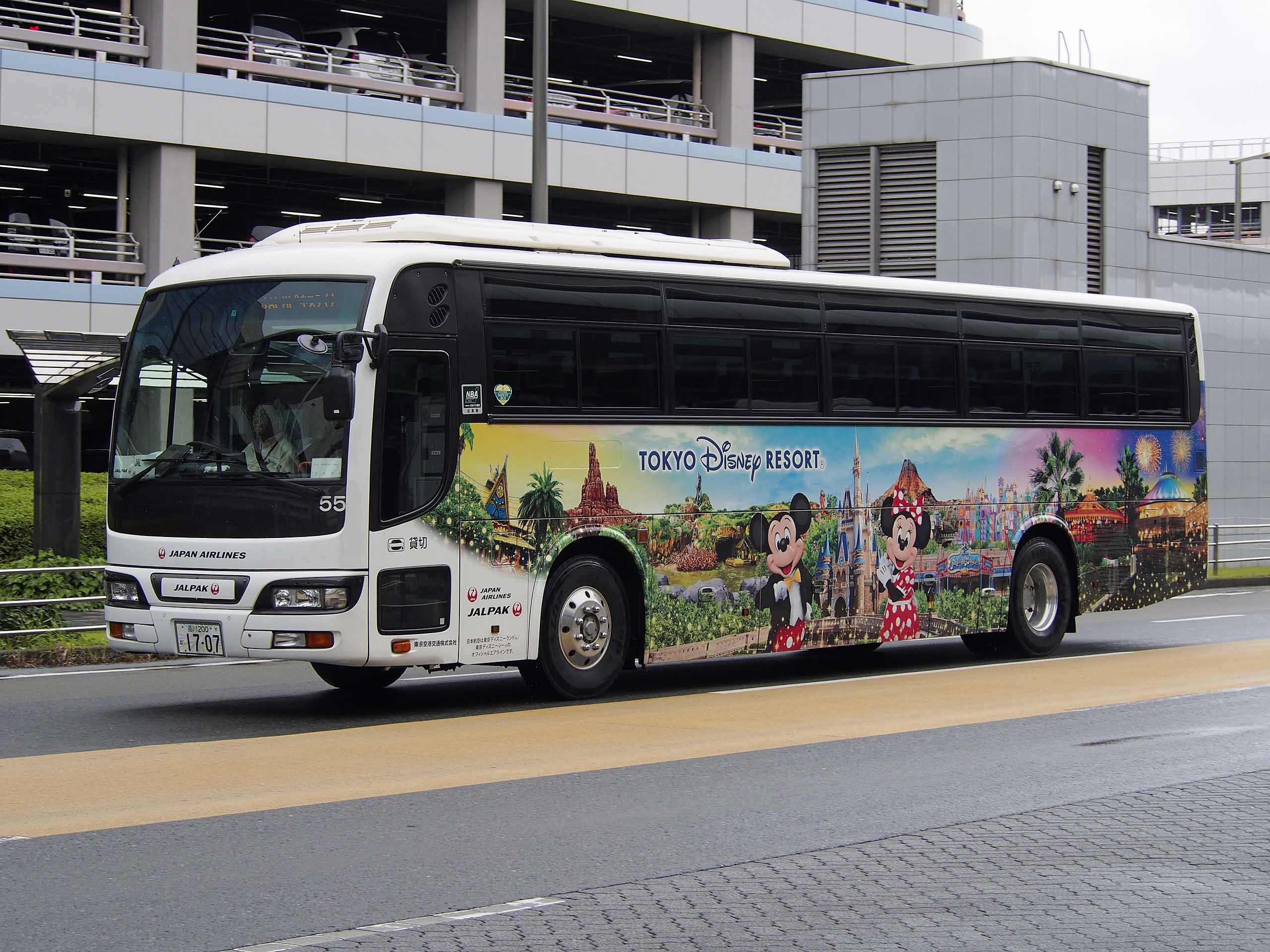
JALハピネスライナー（2019年バージョン：スペースアロー）
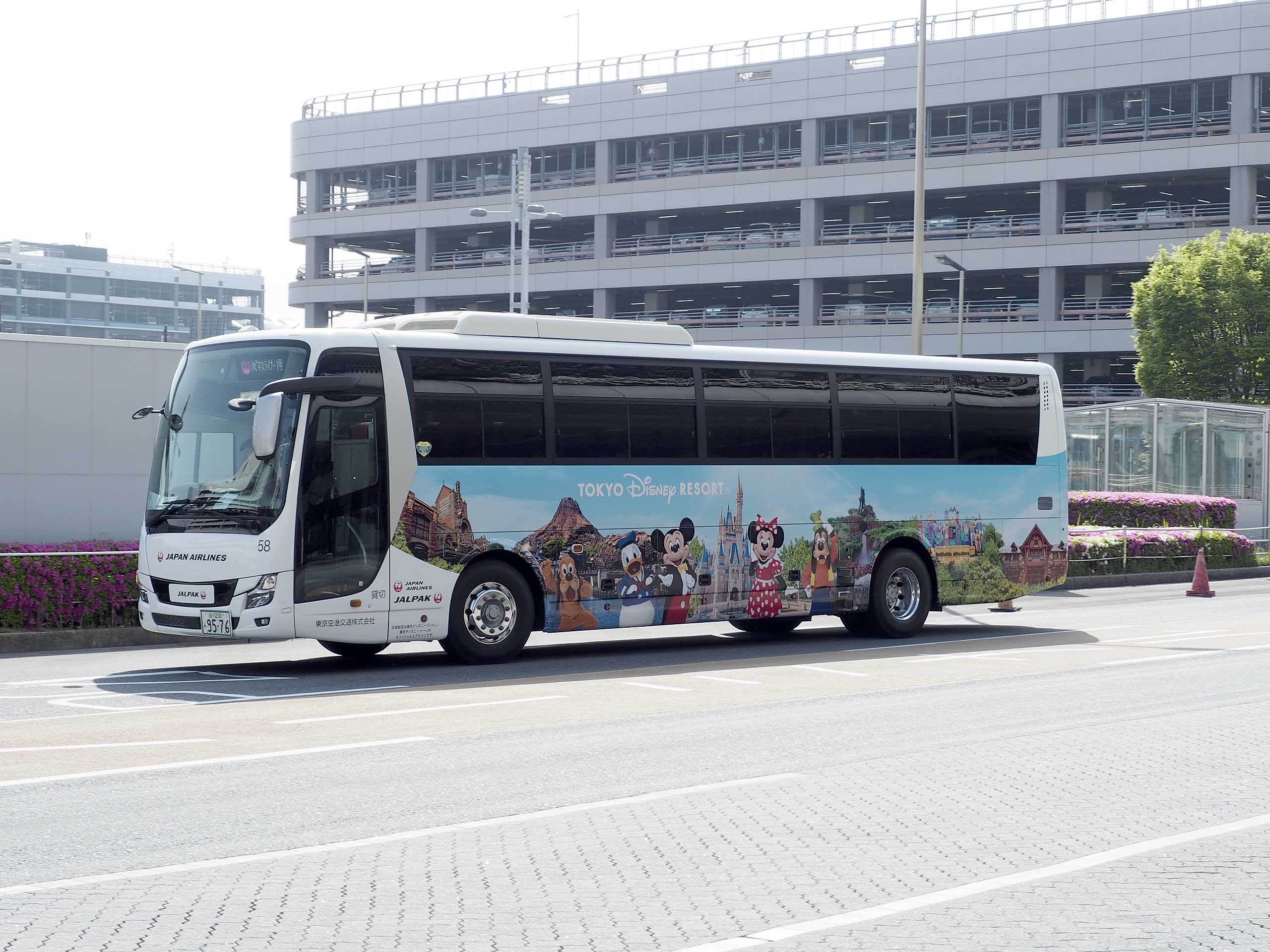
JALハピネスライナー（2023年バージョン：エアロエース）
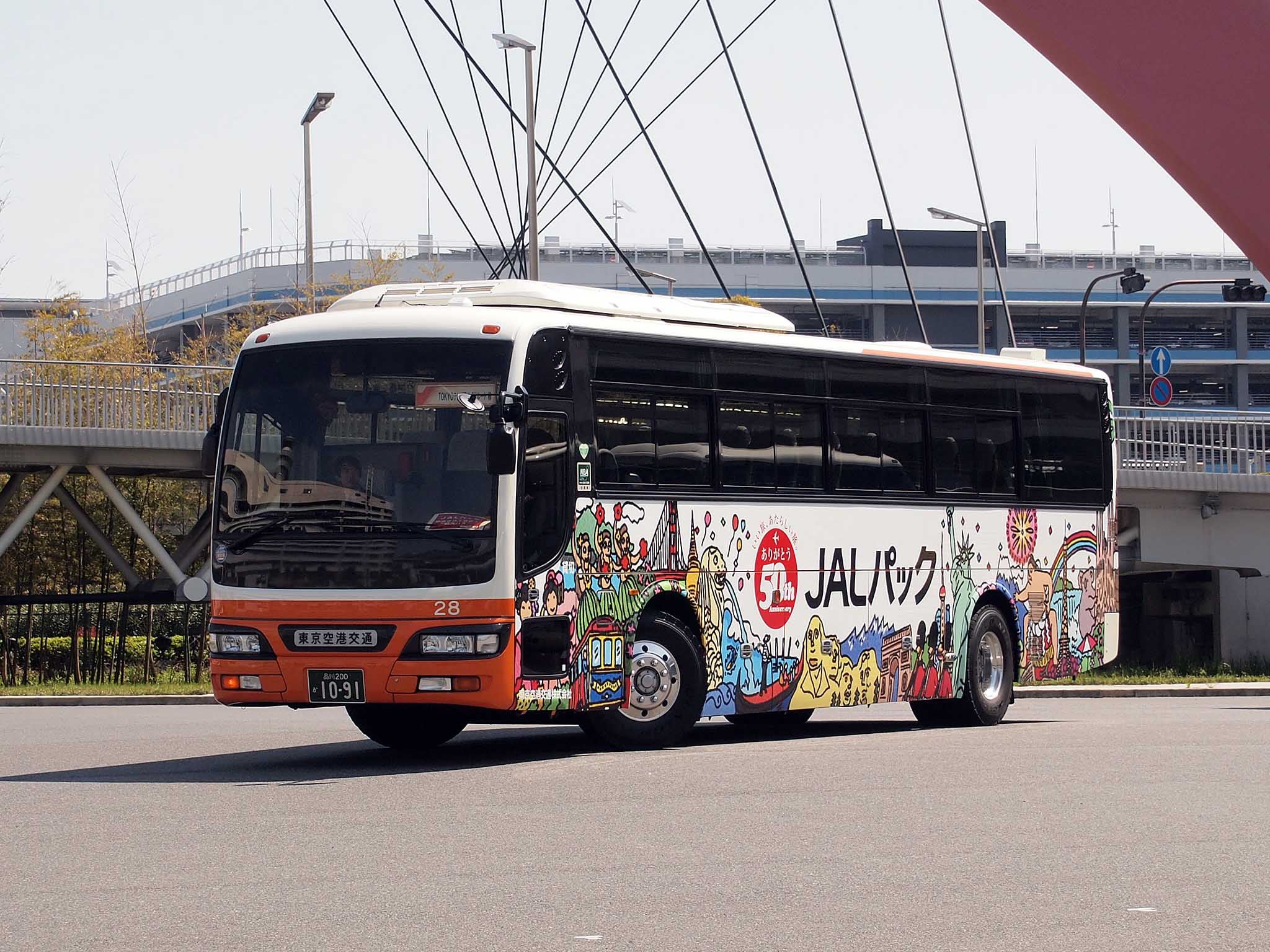
東京GO!GO!観光バス（スペースアロー）
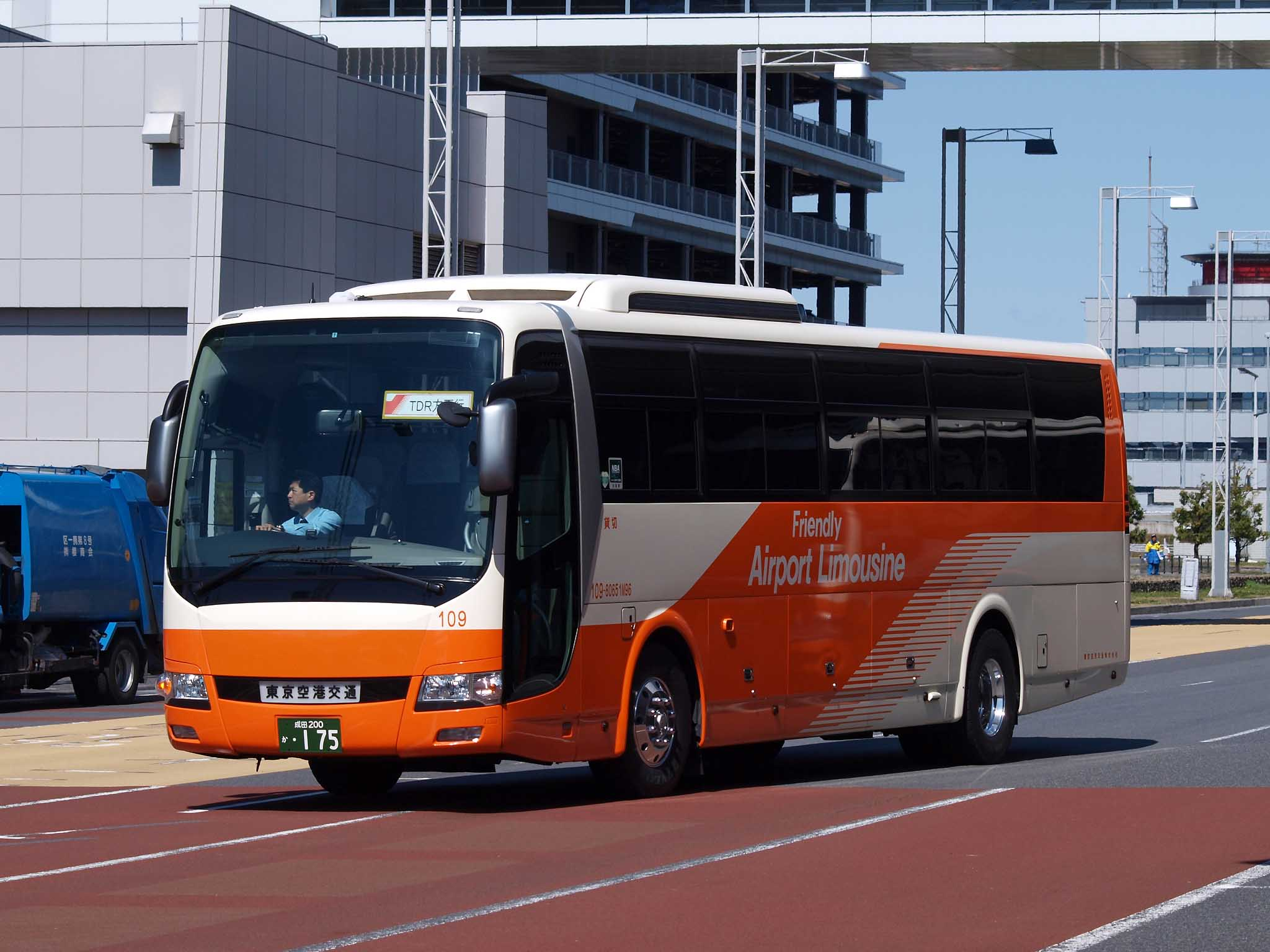
貸切車による空港路線の増発便の例（三菱ふそう・エアロエース）

### ランプバス
羽田、成田両空港内での、ターミナルビルから離れた駐機スポットに発着する飛行機搭乗口との行き来が主とする乗客輸送とするバスで、法的には「特定輸送」となる。73台のランプバスは一部空港外（公道）での運行が可能になっているほかは、空港内での輸送に専念しており、100名を収容できる車体幅の広い特殊な車両も用いられている。幅広車には、公道用のナンバープレートはないが、航空局発行の空港用ナンバープレートがついている。
ランプバスは一般のバスに比べ寿命が長い。特殊仕様のため高価、走行距離が少ない、他所への転用や他社への譲渡が困難、空港内専用車のためNOx規制などの各種排ガス規制を受けないなどの理由から、20年程度使われているものも存在する。
ほかに、車椅子利用者が使えるように、昇降式のキャビンを備えたトラックベースの車両も存在する。過去にはネオプラン製ランプバスも在籍した。
空港路線車と同型の専用端末が搭載され、その他に赤外線受光器、液晶ディスプレイを併用して運行管理システムを構築している。現在位置の伝送は各車両から10秒おきに（時間）、ターミナルビルのバス発着場に設置された赤外線投光器からの信号を受信した時（到着）、液晶ディスプレイのタッチ操作（イベント）の3種類を主に行われ、これによりほぼリアルタイムに運行状況を把握できる。
運行指示は管制室から3G通信によって専用端末へ伝送され、液晶ディスプレイに表示される。運行指示とは異なる駐機スポット、あるいはバス発着場にて、バス乗務員がドアを開いて旅客の乗降を行おうとした場合、専用端末がドアの開放を抑制する。非常時に乗務員が通常とは異なる操作によって強制的にドアの開放を行う事は可能。

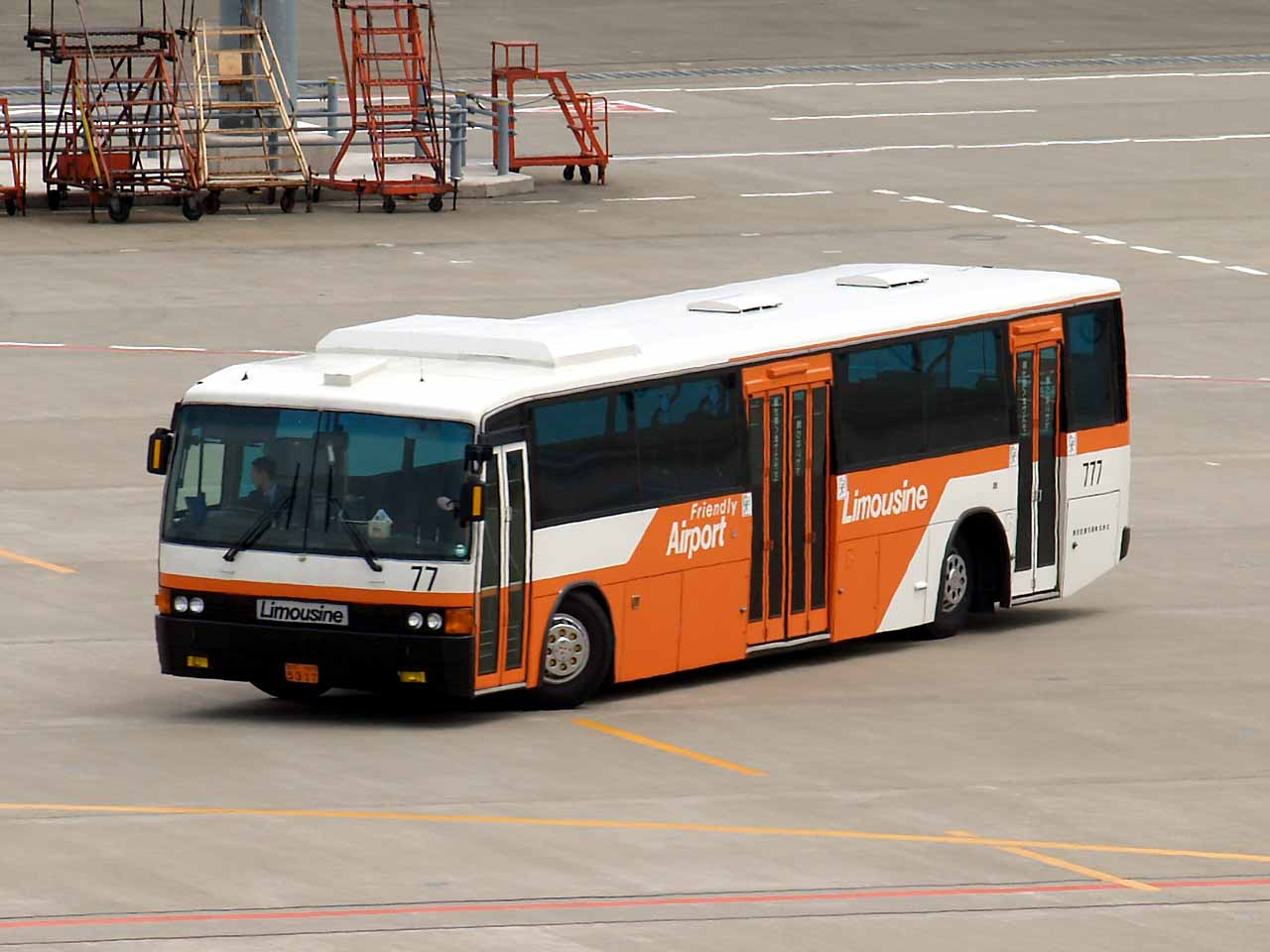
幅広タイプのランプバス（三菱ふそう・エアロスター改）
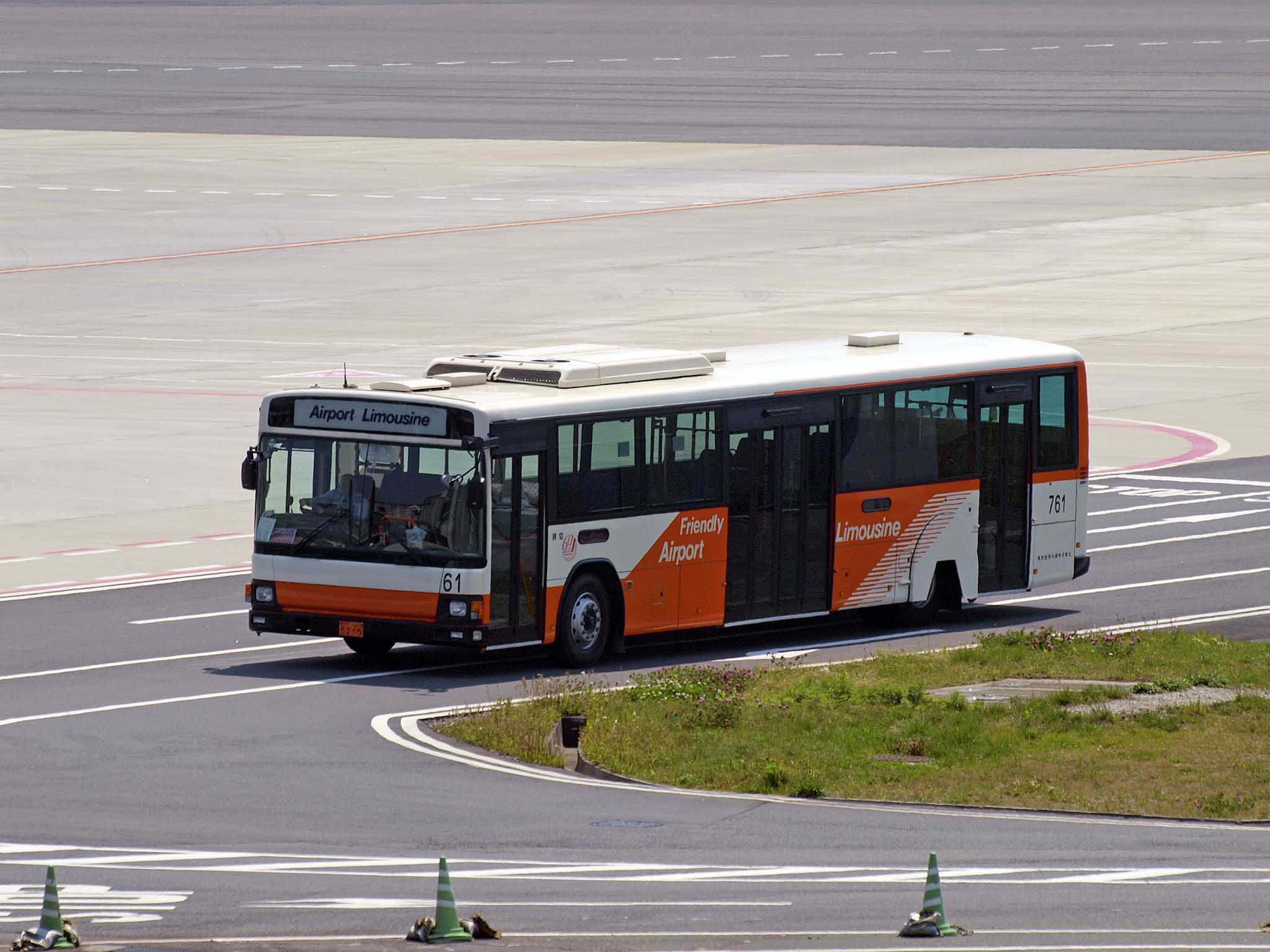
幅広タイプのランプバス（日野・ブルーリボンII改）
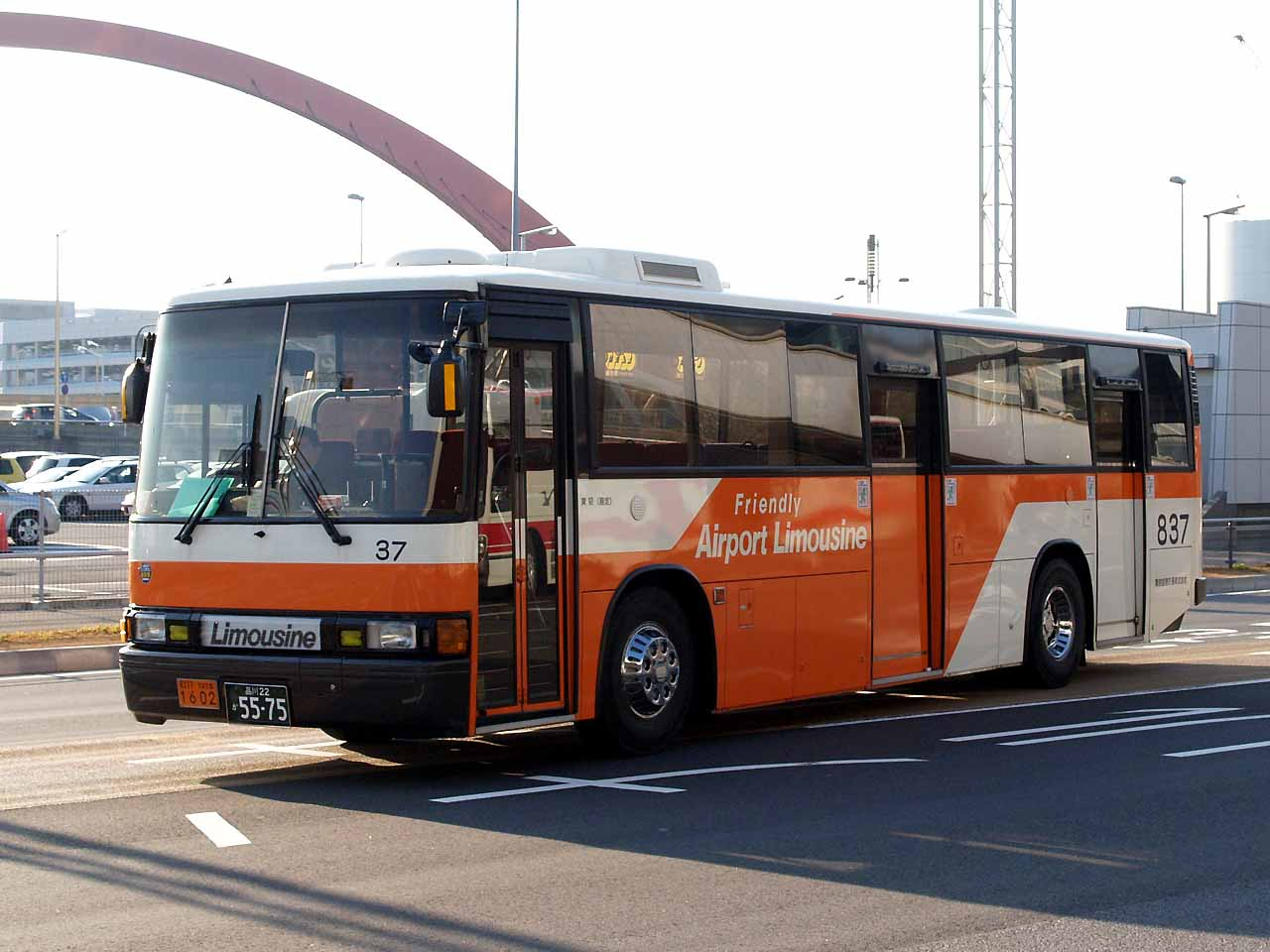
標準サイズのランプバス
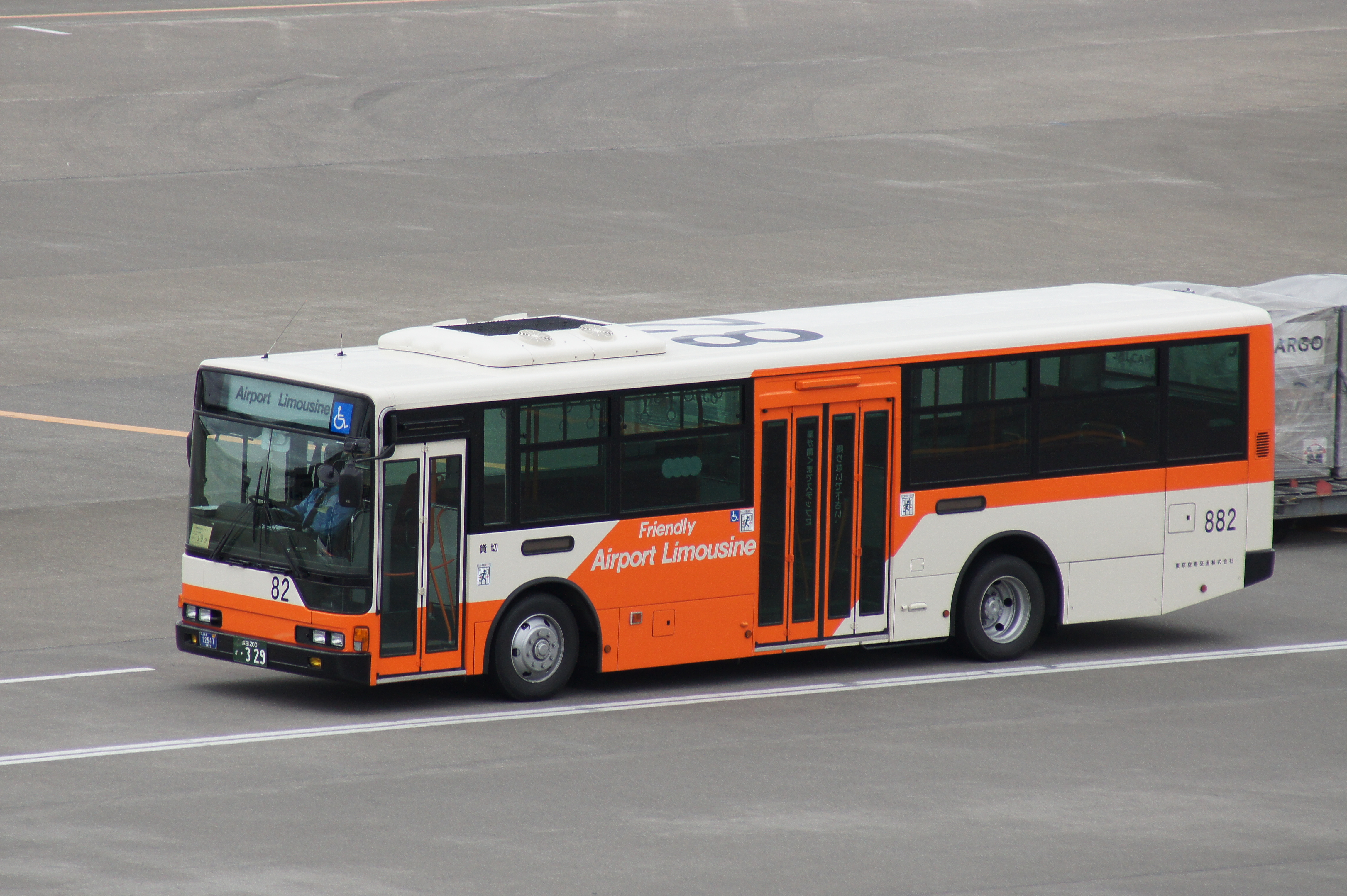
標準サイズのランプバス（三菱ふそう・エアロスター）
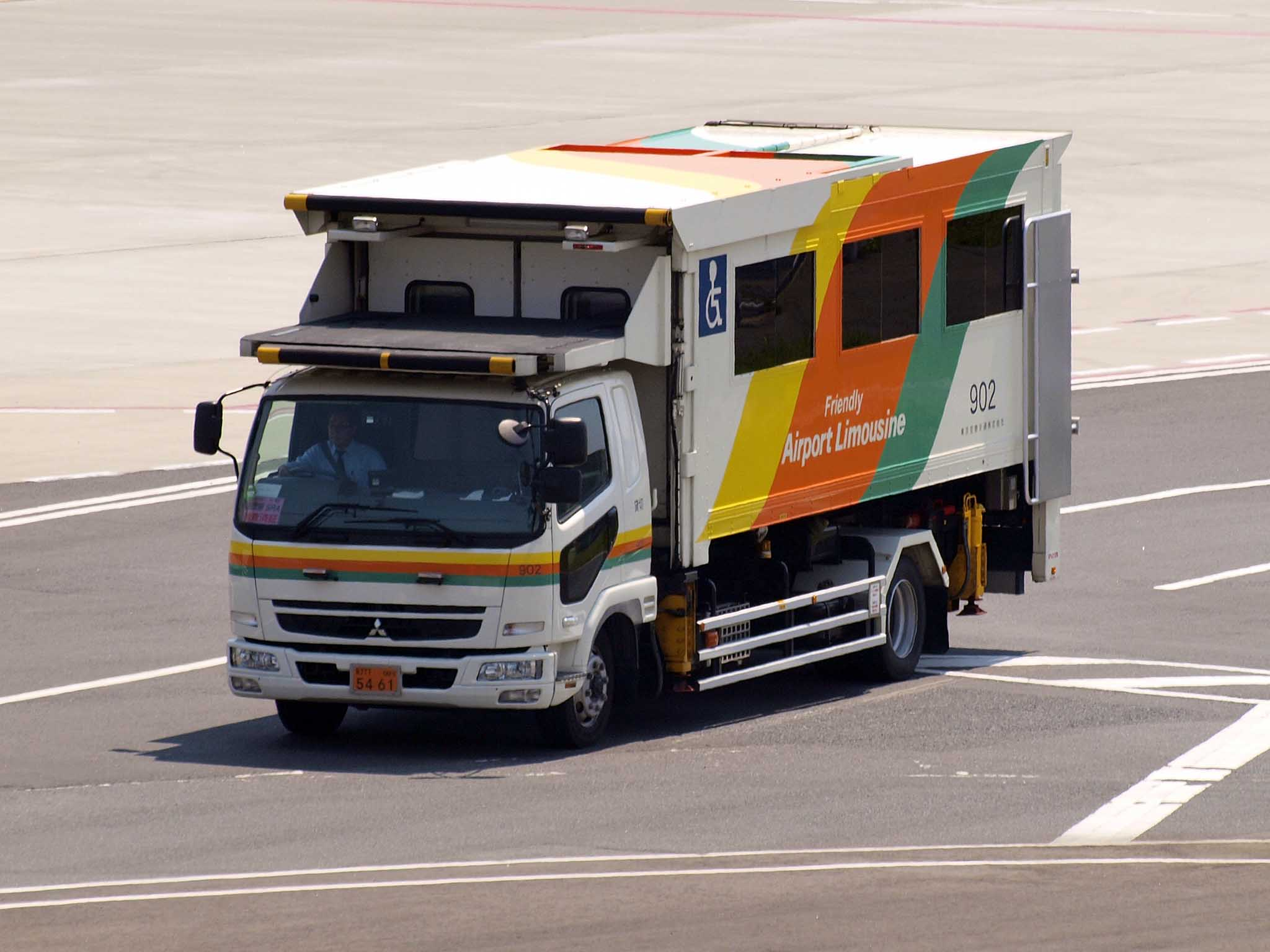
トラックベースのパッセンジャーボーディングリフト（三菱ふそう・ファイター+犬塚製作所）

### その他の車両
関係者専用連絡バス
- 空港内で業務を行う航空会社などの関係者専用の連絡バス（特定輸送）もある。
- 一般の白とオレンジ色のほかに、航空会社のデザインに塗られたものもある。

連節バス
- 1985年の科学万博会場へのアクセス輸送用に使われたボルボ・B10M連節バス（ボディは富士重工製）が19台移籍し、東京シティエアターミナル - 成田空港に使われた。
- 全長が長いため、道路交通法の特例措置を受けて運行にこぎつけたものの、一般道を通行できず、有料道路でも京葉道路は通れず首都高速湾岸線→首都高速9号深川線ルートしか通れないなど、運行路線と途中経路を限定する形で運行された。結局渋滞等により迂回路を使用するフレキシブルな運用ができないデメリットがあり、3台が成田空港のランプバスに転用された以外は1993年頃までに廃車となった。
- ランプバスとしての役割も終えた際は、1999年に旭川電気軌道に譲渡され2004年まで使用された。
- 旭川電気鉄道に渡った車両以外ほとんどは解体されたが、栃木県のバス愛好家団体「アキバエクスプレス」が2008年、埼玉県内の中古車店に留置されていた解体寸前の1台を購入（ロゴや社名が消された以外はほぼそのままの塗装や内装が維持されていた）。さらに2011年に群馬県で倉庫代用になっていた（こちらはその際に塗り替えられている）解体寸前の1台を部品取り車として追加購入した（1993年に、同販売店に東京空港空通を退役した同型車が3台入庫していた。ともに番号は750・751・752の3台で、アキバエクスプレスが購入した750・751だけでなく、別の場所で倉庫代わりとして使用されている752も現存している）。2008年購入の個体は動態保存のために整備されたあと、2010年4月に宇都宮駅周辺で試運転が行なわれた。しかしその後2013年に団体の代表者が逮捕されたが、2015年頃に所有者が別の人物に変更された模様。

FCHV-BUS
- 2010年に水素供給・利用技術研究組合 (HySUT) の水素ハイウェイプロジェクトに協力するため、2005年日本国際博覧会（愛・地球博）会場間シャトルバスとして製造された燃料電池バス（FCHV-BUS）のうち2台を導入。2010年12月から2013年9月まで、毎月1日から15日の平日に羽田空港 - 新宿駅・東京シティエアターミナル間に就役していた。952号車は2011年にトヨタ自動車に返却された。
- ベース車がノンステップバスのため座席定員は25人と少なく、荷物置き場は前輪の上に設置される。また前面や内装は日野・セレガ（2代目）に準じたデザインを採用している。

Super Cabin（）
- 2013年11月1日から8台導入し成田空港便を中心に運行開始。最近の新車は補助席無し・トイレ付きの42人乗りであるが、同車は補助席無し・トイレ付きの38人乗り仕様でシートピッチが拡大され、座席幅も広くなり快適性が向上している。「Super Cabin」のロゴが車体に入っており、車番も900番台と他の路線車と区別されている。
- 2014年3月7日には創立60周年記念として、フローリングを木目調にし、座席にテーブルと革製ヘッドレストを装着した新内装車「新空感 Super Cabin」を4台導入した[11] 。また、車種は三菱ふそう・エアロエース。使用する便については時刻表に記載されているが、新内装・通常内装のどちらの車両で運行するかは当日の状況による。

リフト付きバス
- 2016年4月15日から、東京シティエアターミナル - 羽田空港国際線ターミナル直行便に導入した[12] 。車椅子用のリフトとスペースが設置されている。車種は日野・セレガ、車番は900番台。乗車は予約制で、国際線ターミナルではリフト利用の有無により乗り場が異なる。
- 2018年12月には、車椅子用エレベーター付きバスとして三菱ふそう・エアロエースが投入された。

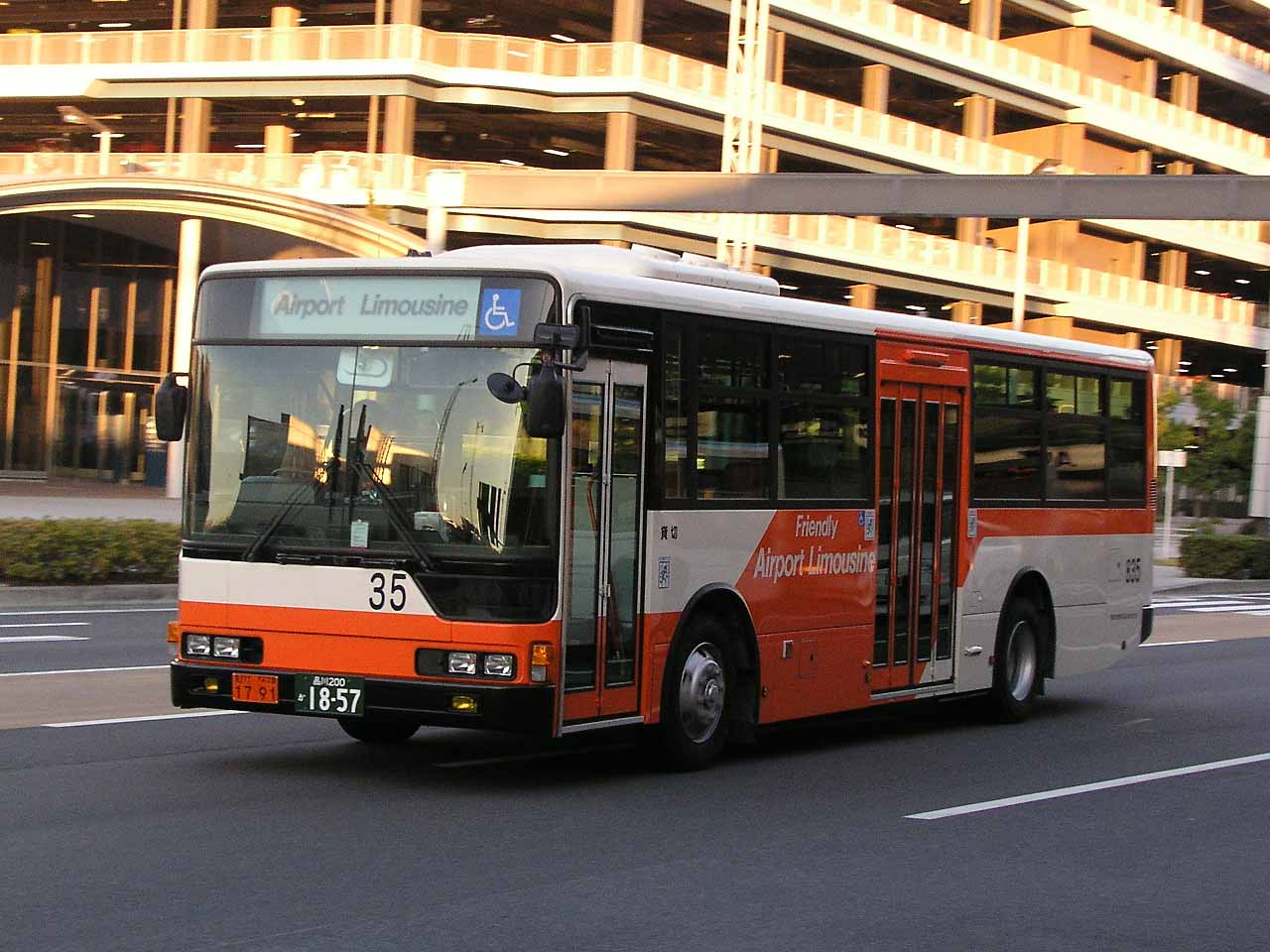
関係者専用バス（三菱ふそう・エアロスター）
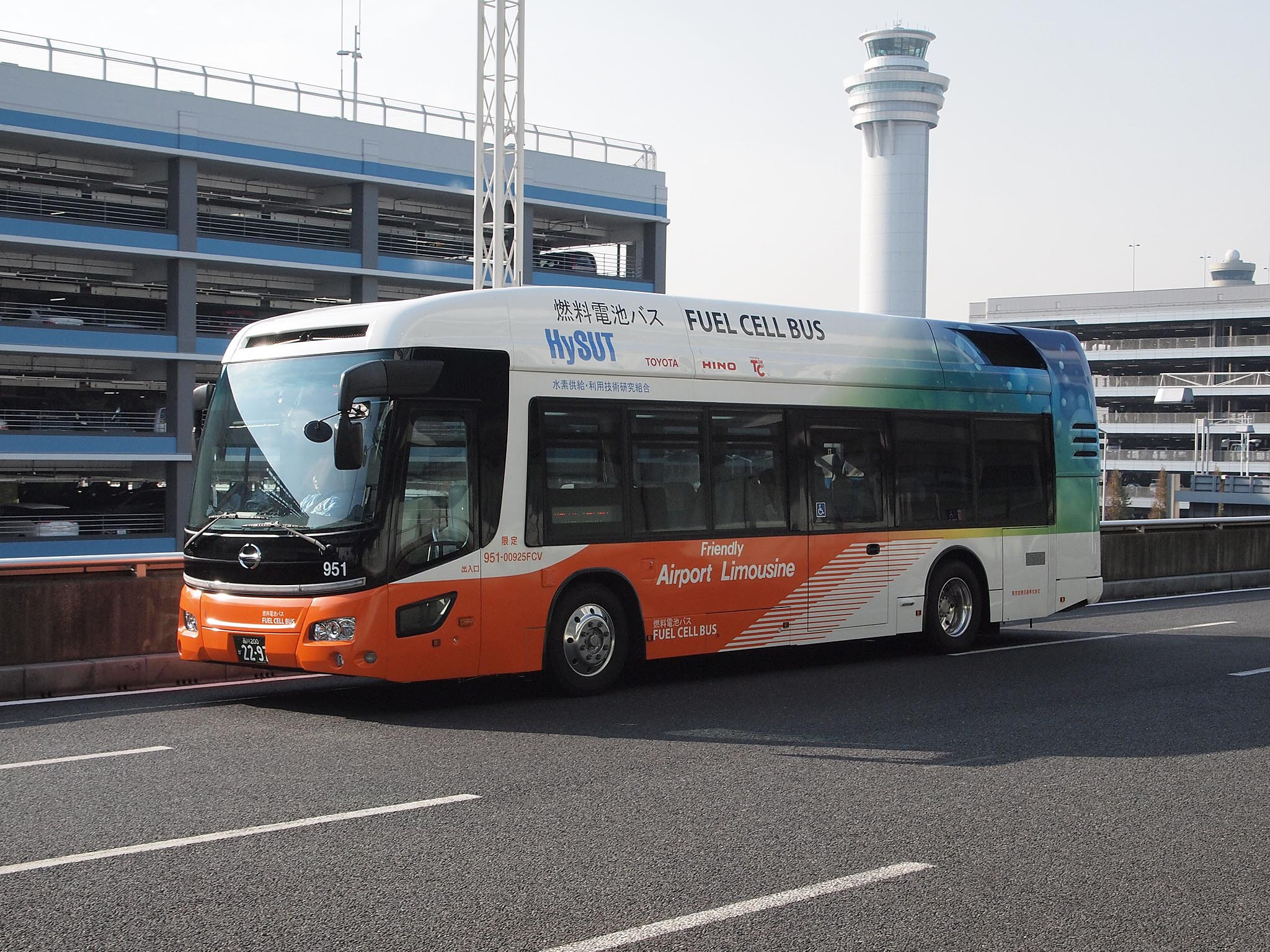
FCHV-BUS
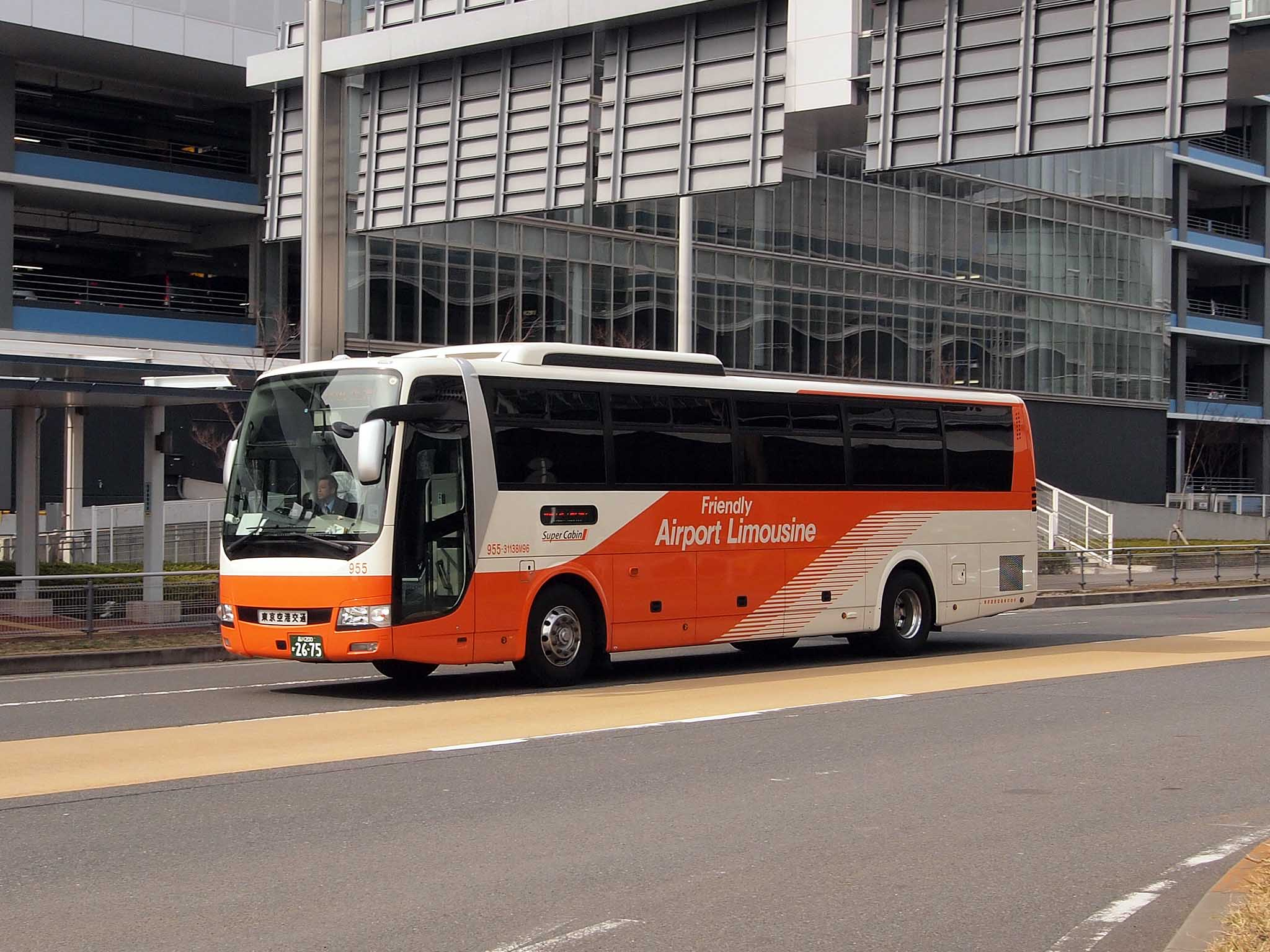
スーパーキャビン

### 車番

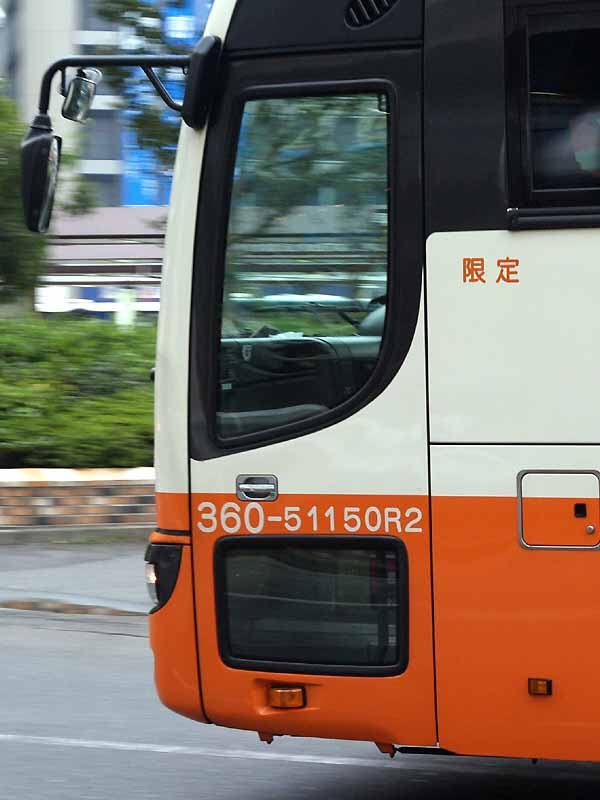
車番表記の例

2桁〜3桁の数字で構成され、百の位が所属先と用途を表し、十の位と一の位は連番となる。百の位が4の車両にはトイレが設置されていない。
- 百の位なし：羽田空港運行事業所の貸切車
- 1：成田運行事業所の貸切車、LPS受委託路線車
- 2：成田運行事業所の路線車
- 3・4：箱崎運行事業所の路線車
- 3・4・5：羽田運行事業所の路線車
- 4・6：羽田空港運行事業所の路線車
- 7：幅広型ランプバス
- 8：路線バス型ランプバス
- 9：特殊車,リフト付きバス,エレベーター付きバス

限定車（路線車）と貸切車の前扉には車番の他に車両情報を表す5桁の数字と型式を表す1〜3字の英数字が併記され、上3桁は購入年度（西暦の一の位）と月、下2桁が補助席込みの座席定員となる。なお、型式を表す記号については表記方法がその都度決められているため、下記に挙げたものは一例である。
- V：ボルボ（連節バス）※
- JA：日産ディーゼル・ユーロツアー※
- RA：日産ディーゼル・スペースアロー※
- R5：日産ディーゼル・スペースアロー（MT車）
- R2：日産ディーゼル・スペースアロー（RA273・274系、AT車）
- M86：三菱ふそう・エアロバス
- M96：三菱ふそう・エアロエース
- M06：三菱ふそう・エアロエース
- RU：日野・セレガ/いすゞ・ガーラ
- FD：日野・セレガR※
- FCV：日野／トヨタ・FCHV-BUS※

※印は当社からは除籍され現存しない車種。
ナンバーは都内の営業所は品川ナンバー。成田営業所は千葉ナンバー、ご当地ナンバー導入後は成田ナンバー。以前は習志野市芝園（現在の京成バス新都心営業所の近傍）に車庫があったので習志野ナンバーの車両もあった。ちなみに、かつて在籍していた連節バスも習志野ナンバーだった。

## その他
- 同社独自の車内誌として『Via』があった（季刊、運営管理はリバーフィールド社に委託）。元々は1980年10月に「リムジンシティガイド」の名前で創刊し[13]、1992年に現在の誌名に変更した[13]。各号40ページ強で、前半が日本語・後半が英語（一部は中国語も併記）記事で構成されている。羽田・成田発着路線の車両の各座席に備え付けられているほか、みずほ銀行の各店舗ロビーにも設置されている[14]。またデジタル版が富士山マガジンサービスで配布されている（最新号のみ実質無料[15]、バックナンバーは有料）。新型コロナウイルス感染症の流行の影響を受け、2020年7月号を最後に一時休刊。2021年7月号より不定期刊の形で復刊したものの、同年10月号を最後に再び発行を停止した上、運営を委託していたリバーフィールド社が2024年4月に破産した[16]。
- 2022年1月8日から成田空港発TCAT経由新宿方面行きのバスにおいて、座席指定サービスを開始する。座席指定はホームページの予約サイト、もしくは成田空港内チケットカウンターでのみ可能で、空港内自動券売機では座席指定ができない。
- 2016年4月17日・2017年6月18日に、成田国際空港第3旅客ターミナルでバニラ・エア国際線到着便の乗客を載せたランプバスを、誤って国内線到着ゲートへ輸送して入国させてしまうトラブルが発生した[17][18]。